# Trận Iwo Jima
Trận Iwo Jima (tiếng Anh: Battle of Iwo Jima, tiếng Nhật: 硫黄島の戦い, 19 tháng 2 — 26 tháng 3 năm 1945) là trận đánh lớn thuộc mặt trận Thái Bình Dương trong Chiến tranh thế giới thứ hai giữa Hoa Kỳ và Đế quốc Nhật Bản tại đảo Iwo Jima. Đây là một trong những trận đánh ác liệt nhất của chiến trường Thái Bình Dương và kết quả sau một tháng giao tranh, quân đội Hoa Kỳ đã chiếm được Iwo Jima với thương vong khủng khiếp của cả hai bên tham chiến. Sau khi chiếm được hòn đảo, quân Mĩ đã biến nó thành một căn cứ không quân cho những chiếc khu trục cơ yểm trợ máy bay ném bom hạng nặng B-29 trút bom xuống các trung tâm công nghiệp trọng điểm trên lãnh thổ Nhật Bản và làm bàn đạp tấn công Tokyo.
Iwo Jima cũng là trận đánh đầu tiên của quân đội Hoa Kỳ trên lãnh thổ Nhật Bản. Do đó, quân đội Hoa Kỳ đã phải đối đầu với một hệ thống phòng ngự dày đặc cùng với các công sự kiên cố, trận địa pháo được ngụy trang, địa đạo dưới mặt đất và sức chống trả ngoan cường của người Nhật dựa vào các hang động tự nhiên và địa hình núi đá hiểm trở. Đỉnh Suribachi, điểm cao nhất trên hòn đảo và cũng là một vị trí phòng thủ quan trọng của quân Nhật, bị thủy quân lục chiến Mỹ đánh chiếm vào ngày 23 tháng 2 và bức ảnh sáu người lính thủy quân lục chiến cắm cờ chiến thắng trên đỉnh Suribachi với tên gọi "Raising the Flag on Iwo Jima" đã trở thành biểu tượng cho trận đánh. Tuy nhiên, phải đến ngày 16 tháng 3, hòn đảo mới chính thức được người Mĩ tuyên bố an toàn với con số thương vong phía Hoa Kỳ là 6.821 người chết và 19.217 người bị thương. Trong 21.000 quân Nhật phòng thủ trên đảo thì khoảng 18.000 chết trận, chỉ có 216 người bị bắt làm tù binh (gần 3.000 lính sống sót khác tiếp tục ẩn nấp, đánh du kích và chỉ đầu hàng sau khi chiến tranh kết thúc). Số lính tử trận của Nhật Bản cao nhưng số bị thương hoặc bị bắt lại rất ít, bởi vì thương binh Nhật Bản thường sẽ tự sát để không cho đối phương bắt họ làm tù binh (theo truyền thống võ sĩ đạo Nhật Bản, bị bắt làm tù binh là một sự nhục nhã rất lớn). Đây là trận đánh duy nhất của Thủy quân Lục chiến Hoa Kỳ mà số thương vong tổng cộng của Hoa Kỳ lớn hơn của Nhật Bản, dù số quân Nhật tử trận nhiều gấp ba lần số quân Mĩ tử trận.
Trận Iwo Jima cũng đã làm nên tên tuổi của vị tướng người Nhật có nhiệm vụ bảo vệ hòn đảo là đại tướng Kuribayashi Tadamichi. Bất chấp việc quân đội Mĩ có ưu thế áp đảo nhiều lần về mọi mặt (quân số, hỏa lực, phương tiện), tướng Kuribayashi đã chỉ huy lực lượng của ông kháng cự với những chiến thuật khôn khéo, kết hợp với tinh thần chiến đấu đầy dũng cảm và ngoan cường của binh sĩ Nhật Bản. Kết quả là quân Nhật đã gây cho quân Mĩ những thiệt hại nặng nề, khiến các chỉ huy quân Mĩ phải bất ngờ. Quân đội Hoa Kỳ đã phải mất tới 35 ngày để chiếm đảo, lâu hơn nhiều so với kế hoạch dự kiến là 10 ngày trước đó.
Bối cảnh trận đánh đã được dựng thành nhiều bộ phim nổi tiếng, trong đó gần đây là hai bộ phim Flags of Our Fathers (Ngọn cờ cha ông) và Letters from Iwo Jima (Những bức thư từ Iwo Jima) của đạo diễn Clint Eastwood.

## Vị trí địa lý và vai trò chiến lược của Iwo Jima
Iwo Jima (硫黄島, có nghĩa Đảo Lưu Huỳnh trong tiếng Nhật) là một đảo núi lửa thuộc nhóm quần đảo Núi Lửa  của quần đảo Ogasawara, cách Tokyo khoảng 1.200 km (650 hải lý) về phía nam, cách Guam 1.300 km (702 hải lý) về phía bắc và vị trí của nó nằm giữa Saipan và Tokyo (15° 10′ 51″ N, 145° 45′ 21″ E). Hòn đảo có diện tích xấp xỉ 21 km², dài 9 km, nơi rộng nhất 4 km, phình to ở cao nguyên phía đông bắc và hẹp dần về phía tây nam. Ở cực Nam của đảo là một ngọn núi lửa đã tắt cao 161 mét và được người Nhật đặt tên là Suribachi. Bãi biển có thể cho tàu thuyền đổ bộ dài hơn 3 km dọc theo bờ biển phía đông. Đảo có một thảm thực vật rất nghèo nàn bởi đất ở đây chủ yếu là đất cát và đất mặn nồng nặc mùi lưu huỳnh. Quần đảo Núi Lửa được sáp nhập vào Nhật Bản từ năm 1891. Vào năm 1930 có khoảng 1.100 người Nhật đến định cư tại quần đảo và thành lập làng Motoyama. Nhân dân ở đây sống chủ yếu bằng nghề nông và trên đảo có một nhà máy ép mía và một nhà máy khai thác lưu huỳnh.

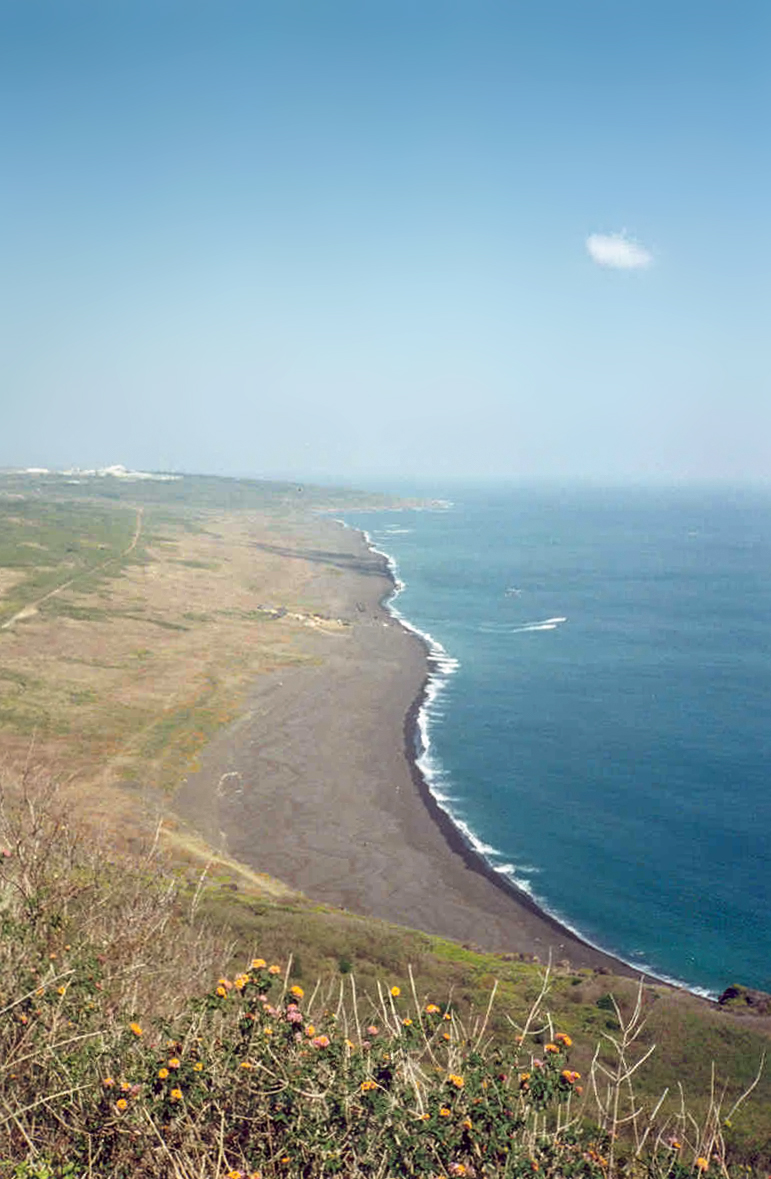
Quang cảnh bãi biển Iwo Jima nhìn từ đỉnh Suribachi.

Đảo Iwo Jima trở thành một vị trí chiến lược trên Quần đảo Núi lửa vì chỉ có ở đây mới có thể xây dựng được các sân bay. Năm 1940, công ty xây dựng Mabuchi xây hai đường băng dưới chân núi Suribachi. Mùa xuân năm 1941, một trung úy hải quân và 93 lính Nhật đến để xây pháo đài, bố trí đại bác và ngoài ra còn đưa 2.000 nhân công Triều Tiên lên đảo. Với các sân bay trên đảo, người Nhật biến nơi đây thành một căn cứ cho các máy bay tiêm kích Nhật nhằm ngăn chặn các máy bay ném bom tầm xa của Hoa Kỳ cùng như biến đảo thành một hải cảng cho Hải quân Nhật Bản. Do đó nếu người Mỹ chiếm được Iwo Jima sẽ giải quyết được những vấn đề trên, đồng thời biến đây thành một bàn đạp tấn công vào lãnh thổ Nhật Bản. Ngoài ra, các pháo đài bay B-29 sẽ rút ngắn được khoảng cách trong các cuộc oanh tạc vào Tokyo và các khu trục cơ P-51 Mustang cũng có thể cất cánh từ đảo để yểm trợ. Thiếu tướng không quân Curtis LeMay đã nói rằng Iwo Jima "quan trọng cực kỳ - một sân bay dã chiến, một bãi đáp khẩn cho những chiếc B-29 gần hết nhiên liệu, căn cứ thực hiện các cuộc giải cứu trên biển, và căn cứ để chiến đấu cơ có thể xuất phát để yểm trợ. Không có Iwo Jima, tôi không thế tiến hành oanh tạc Nhật Bản với kết quả tốt được".
Ngoài ra một nguyên nhân khác nữa buộc Hoa Kỳ phải tấn công Iwo Jima là hệ thống radar của Nhật Bản trên đảo. Nhờ các radar này mà Quân đội Nhật Bản có khả năng phát hiện sớm những đợt oanh kích của không quân Hoa Kỳ và báo về cho đất liền để không quân Nhật Bản có thời gian chuẩn bị đối phó.

## Hoàn cảnh trận đánh

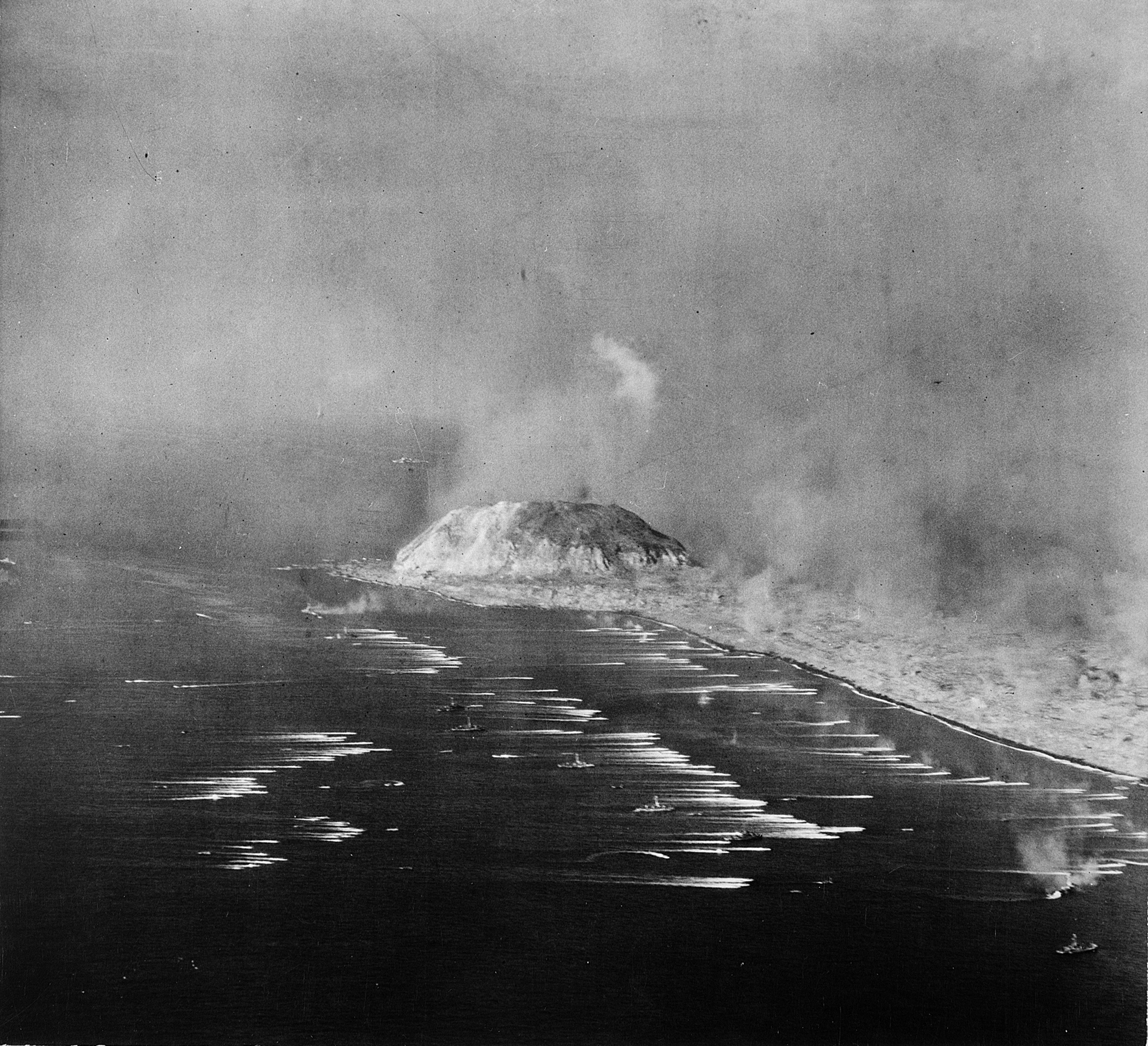
Hạm đội 6 của Hoa Kỳ trong trận đánh Iwo Jima

Đầu năm 1944, sau khi đã đánh tan hai hệ thống phòng thủ ngoài cùng của Nhật Bản tại Thái Bình Dương trên quần đảo Gilbert và quần đảo Marshall, quân đội Hoa Kỳ tiến chiếm quần đảo Mariana và trọng điểm là đảo Saipan. Ngày 15 tháng 6 năm 1944, trận Saipan bắt đầu. Đến ngày 9 tháng 7 năm 1944, hòn đảo đã hoàn toàn nằm trong tay quân Mĩ. Sau khi chiếm xong Saipan, quân Mĩ đánh chiếm tiếp các đảo Guam và Tinian. Chưa đầy một tháng, các đảo này đã bị chiếm đóng bởi quân đội Hoa Kỳ
Chiếm được quần đảo Mariana, Hoa Kỳ đã giành được một thắng lợi chiến lược vô cùng quan trọng. Sau khi quân Mĩ chiếm được Saipan, lần lượt, nhiều vùng lãnh thổ phía nam Nhật Bản và các căn cứ của quân đội Nhật Bản như Đài Loan, Philippines và quần đảo Caroline đều nằm trong tầm oanh tạc của không quân Hoa Kỳ.
Trong khi đó, các trận hải chiến ác liệt trên biển Philippines và vịnh Leyte đã khiến cho hải quân và không quân Nhật tê liệt với những tổn thất không thể bù đắp. Trong trận hải chiến biển Philippines, hạm đội Liên hợp Nhật bị mất 92% số máy bay và ba hàng không mẫu hạm bị đánh chìm. Đến trận Hải chiến vịnh Leyte vào tháng 10 năm 1944, Nhật mất thêm bốn hàng không mẫu hạm và ba thiết giáp hạm. Do đó, khi quân Mĩ tiến hành đổ bộ vào Iwo Jima, không một chiến hạm nào của Nhật được gửi đến để tham chiến. Trong khi đó, không quân Nhật cũng không khá gì hơn khi mà những tổn thất to lớn trong năm 1944 cộng với các đợt không kích của Hoa Kỳ nhắm vào các nhà máy sản xuất máy bay nên tính đến tháng 3 hay tháng 4 năm 1945, tổng số máy bay của không quân Nhật không đến 3.000 chiếc. Hơn nữa, những máy bay này có tầm hoạt động chưa đến 900 km (559 dặm) nên không thể bay từ đất liền đến để bảo vệ đảo Iwo Jima. Người Nhật ưu tiên sử dụng các máy bay này cho việc bảo vệ Đài Loan và các đảo lân cận gần Nhật Bản.
Thoạt đầu, các nhà chiến lược ở Washington cũng như đô đốc Nimitz ở Hawaii cho rằng sau Philippines, quân Mĩ sẽ đổ bộ lên Đài Loan. Nhưng mấy tuần trước cuộc đổ bộ ở Leyte, được nghe chuẩn đô đốc Raymond Spruance trình bày thì người Mĩ thay đổi kế hoạch: bỏ qua Đài Loan, đánh thẳng vào các đảo cực Nam lãnh thổ Nhật Bản: Iwo Jima, Okinawa,...

## Kế hoạch và chuẩn bị

### Phía Nhật Bản

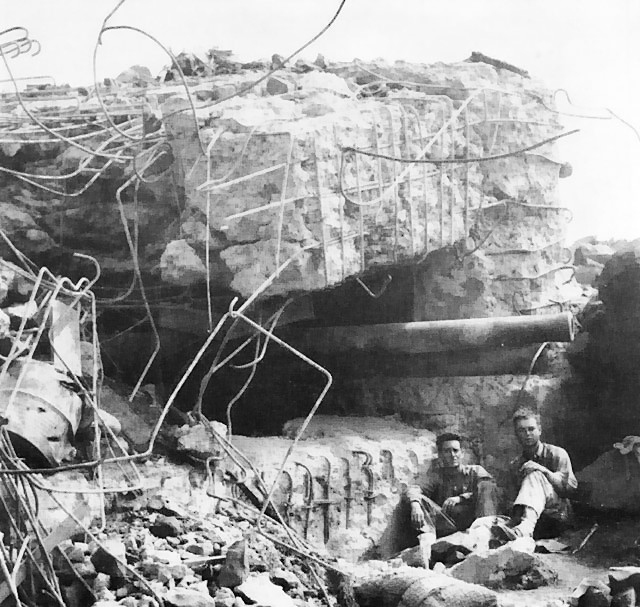
Một khẩu pháo 120mm của Nhật Bản tại Iwo Jima

Thất bại trong việc bảo vệ quần đảo Mariana trong mùa hè năm 1944 đã khiến cho người Nhật càng nhận ra tầm quan trọng của quần đảo Ogasawara. Một nguyên nhân khác, Iwo Jima, trong con mắt người Nhật có giá trị hơn các đảo Tarawa, Guam, Tinian hay Saipan vì Iwo Jima là một phần của lãnh thổ đế quốc Nhật Bản từ lâu đời.
Sau khi quân Mỹ chiếm được quần đảo Marshall qua các trận Kwajalein và trận Eniwetok vào tháng 2 năm 1944 thì cả lục quân và hải quân Nhật đều tăng cường quân tiếp viện đến đảo Iwo Jima. Trung tá Tsunezo Wachi đưa 5.000 lính hải quân lên đảo để bắt đầu xây dựng sân bay thứ 2 ở trung tâm đảo rồi sân bay thứ ba trên cao nguyên phía bắc. 500 quân từ căn cứ hải quân tại Yokosuka và thêm 500 nữa từ Chichi Jima đến Iwo Jima vào tháng 3 và tháng 4 năm 1944. Với sự tăng viện từ Chichi Jima và Nhật, quân đồn trú tại Iwo Jima đã đạt đến con số hơn 5.000 người, được trang bị 13 khẩu pháo, 200 súng máy hạng nặng và nhẹ, 4.552 khẩu súng trường. Ngoài ra còn có một số lượng lớn pháo 120mm được bố trí dọc theo bờ biển, 12 khẩu pháo phòng không hạng nặng, 30 pháo phòng không hai nòng loại 25mm.
Tháng 6 năm 1944, Trung tướng Kuribayashi Tadamichi (栗林忠道) được thủ tướng Tōjō Hideki cử đến Iwo Jima cùng với Sư đoàn Bộ binh số 109 gồm 7.350 người và ông được bổ nhiệm làm tổng tư lệnh lực lượng trên đảo. Tiếp theo sau đó, 2.216 lính hải quân cùng chuẩn Đô đốc Toshinosuka Ichimaru được phái đến để tăng cường cho đảo, đưa tổng số quân ở đây lên đến con số 21.000 người, bao gồm 14.000 lính bộ binh và 7.000 lính hải quân. Đảo có nhiều lương thực dự trữ nhưng thiếu nước ngọt. Những người cuối cùng đến đảo là các đơn vị pháo binh và 5 tiểu đoàn chống tăng. Tuy nhiên, nhiều tàu chở hàng tiếp tế cho Iwo Jima trên đường đi đã bị tàu ngầm và máy bay Mỹ đánh chìm; như vào ngày 18 tháng 7 năm 1944, tàu ngầm Mỹ USS Cobia đã đánh chìm tàu Nisshu Maru, lúc đó đang đưa một trung đoàn tăng từ Nhật đến Iwo Jima, ở khoảng 180 dặm phía tây bắc Chichi: hầu hết lính Nhật được cứu sống nhưng bù lại quân Nhật mất 28 xe tăng. Trong vòng 6 tháng, phía Nhật mất khoảng 1.500 người trong hành trình đến Iwo Jima.
So với các chỉ huy khác của Nhật, Kuribayashi có một quan niệm phòng thủ khác. Lấy cảm hứng từ trận Peleliu và thời gian học tập tại Mỹ, ông đề nghị thay vì thiết lập một hệ thống phòng thủ ngoài bãi biển dễ bị hải pháo Mỹ vô hiệu hóa thì nên thiết lập hệ thống phòng thủ chiều sâu với nhiều hang động trong núi, hệ thống địa đạo để tiện đánh du kích. Các vị trí súng máy hạng nặng, súng cối, pháo phòng không, pháo bảo vệ bờ biển và đặc biệt là những chiếc xe tăng Chi-Ha Kiểu 97 và Ha-Go Kiểu 95 của Đại tá Nam tước Nishi Takeichi (西 竹一) đều được ngụy trang cẩn thận. Pháo phòng không được che giấu giữa những tảng đá dọc triền núi còn xe tăng nằm chờ phía sau những bức tường đá dày 2 mét với nòng súng chĩa ra ngoài. Hệ thống phòng thủ chính được xây dựng ở phía bắc với hệ thống địa đạo và công sự ngầm liên kết với nhau rất chặt chẽ. Tướng Kuribayashi thiết lập căn cứ chỉ huy ở cực bắc đảo, khoảng 500 mét hướng đông bắc làng Kita và phía nam Mũi Kitano. Căn cứ này nằm sâu 20 mét dưới mặt đất, ẩn trong các hang động và kết nối với 180 mét địa đạo. Xa hơn về phía nam tại Đồi 382, vị trí cao thứ hai tại Iwo Jima, người Nhật cho đặt trạm radio và dự báo thời tiết. Tại vị trí nhô cao gần đó nằm ở phía đông nam trạm, một lô cốt khổng lồ được xây dựng làm sở chỉ huy cho đại tá Chosaku Kaido, người chỉ huy toàn bộ các lực lượng pháo binh trên đảo.
Kể từ khi đến Iwo Jima, Kuribayashi đã đi bộ khắp hòn đảo và sáng nào ông cũng thức dậy lúc 3:30 sáng để thị sát công việc phòng thủ. Không chỉ thay đổi quan niệm về hệ thống phòng thủ, ông còn thay đổi luôn cả quan niệm về cách thức phòng thủ: không còn những cuộc tấn công tự sát mà thay vào đó mỗi người lính phải ra sức giữ mạng sống để chiến đấu và tiêu diệt được càng nhiều lính Mỹ càng tốt. Biết chắc rằng không thể thắng trong trận đánh này nhưng Kuribayashi kỳ vọng quân Mỹ gặp tổn thất quá lớn về nhân mạng sẽ hủy bỏ kế hoạch đổ bộ vào các hòn đảo lớn của Nhật Bản.
Để xây dựng hệ thống phòng thủ ở Iwo Jima, những kỹ sư công binh tài giỏi của Nhật đã được điều đến. Tiêu chí xương sống cho hệ thống phòng thủ này là một hệ thống hang động nằm sâu dưới lòng đất được kết nối bằng mạng lưới địa đạo. Mùa thu 1944, toàn bộ quân Nhật trú phòng trên đảo đều đã hoạt động dưới lòng đất. Có thêm hai tầng đường hầm, một phía trên và một phía dưới hệ thống địa đạo. Quân trú phòng còn xây dựng 1.500 phòng ngầm, nhiều phòng được cấp điện và thông hơi. Phòng không có điện thì dùng đèn dầu và nến. Các phòng này đều nằm sâu từ 10 đến 15 m dưới lòng đất và có nhiều lối ra vào để quân lính có thể thoát đến nơi khác khi gặp tình huống khẩn cấp. Nhiều cơ sở khác cũng được đặt sâu trong lòng đất như doanh trại, phòng họp, trung tâm thông tin và cả những quân y viện được trang bị đầy đủ trang thiết bị giải phẫu.
Để chống lại hạm đội Mỹ, các phi đội cảm tử Kamikaze đã được thành lập từ trận hải chiến vịnh Leyte tiếp tục được ưu tiên sử dụng. Điều đáng nói là không một chiến hạm nào của hải quân Nhật được gửi đến để chống lại cuộc đổ bộ dù đảo chỉ cách Nhật Bản 700 dặm. Ngoài ra trước trận đánh, quan niệm phòng thủ của Kuribayashi đã bị Tokyo bác bỏ và ông buộc phải xây dựng một hệ thống phòng thủ ngoài bãi biển. Phần lớn hệ thống này đã bị phá hủy khi trận chiến bắt đầu.
Ngày 5 tháng 1 năm 1945, Chuẩn Đô đốc Ichimaru thực hiện một bản báo cáo cá nhân tại sở chỉ huy của ông để nói về thất bại của hạm đội Nhật trong trận hải chiến vịnh Leyte, việc Philippines mất về tay Mỹ và ông dự báo rằng Iwo Jima sẽ sớm bị người Mỹ đổ bộ. Dự đoán này trở nên chính xác khi một tháng sau đó radio của quân Nhật trên đảo báo cáo cho chỉ huy đảo về sự thay đổi đáng ngờ của mật mã nhận dạng máy bay Mỹ. Ngày 13 tháng 2, một máy bay trinh sát của Nhật phát hiện 170 tàu chiến Mỹ di chuyển về hướng tây bắc từ Saipan. Toàn bộ lính Nhật tại quần đảo Ogasawara đều được báo động và di chuyển đến các vị trí chuẩn bị cho trận chiến. Tại Iwo Jima, mọi sự chuẩn bị đã đầy đủ và quân phòng thủ đã sẵn sàng đón chờ cuộc đổ bộ.

### Phía Hoa Kỳ

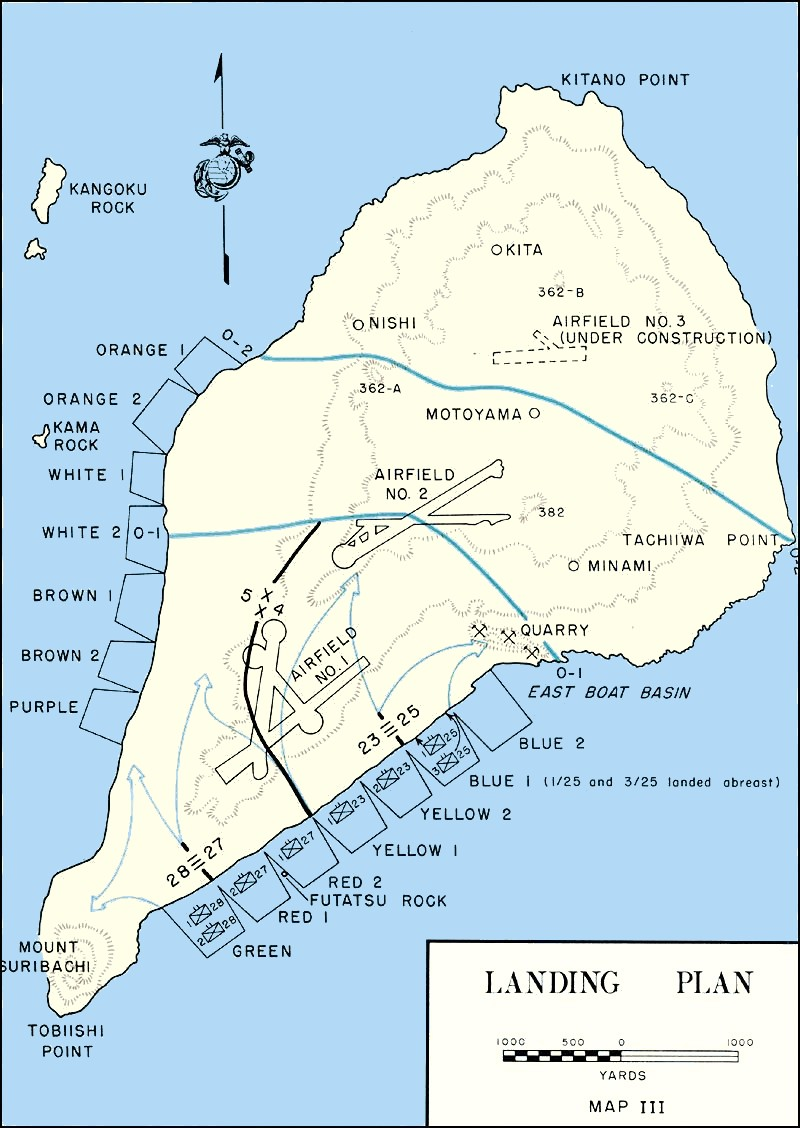
kế hoạch đổ bộ của người Mỹ

Về phía Mỹ, chuẩn đô đốc Raymond Spruance, người từng chiến thắng quân Nhật trong trận Midway và cũng là tư lệnh chiến dịch đánh chiếm quần đảo Mariana, được chỉ định làm tổng tư lệnh trận đánh. Chuẩn đô đốc Richmond Kelly Turner làm Tư lệnh các lực lượng viễn chinh. Trung tướng Holland Smith được chọn làm tư lệnh hành quân các lực lượng thủy quân lục chiến và thiếu tướng Harry Schmidt làm tổng tư lệnh các lực lượng đổ bộ gồm ba sư đoàn thủy quân lục chiến: Sư đoàn 4 và 5 ở Hawaii và sư đoàn 3 ở Guam. Tư lệnh Sư đoàn 3 là thiếu tướng Graves B. Erskine và tư lệnh Sư đoàn 5 là thiếu tướng Keller E. Rockey. Lực lượng hải quân Hoa Kỳ yểm trợ cho cuộc đổ bộ bao gồm 700 chiến hạm của Đệ tam hạm đội và Đệ thất hạm đội, trong đó có 28 hàng không mẫu hạm với 1.172 máy bay trên các mẫu hạm. Tổng cộng, số quân Mĩ tham gia trận đánh nếu tính luôn các đơn vị không lực, hải quân lên đến con số 120.000 người.
Kế hoạch đổ bộ của người Mỹ lên Iwo Jima bao gồm việc sư đoàn thủy quân lục chiến số 4 và 5 sẽ đổ bộ lên bờ biển phía đông nam và tập trung đánh chiếm núi Suribachi, sân bay phía nam và bờ biển phía tây. Sau khi hoàn thành mục tiêu, Sư đoàn 3 sẽ bắt đầu yểm trợ và cùng tiến về phía đông bắc đảo.

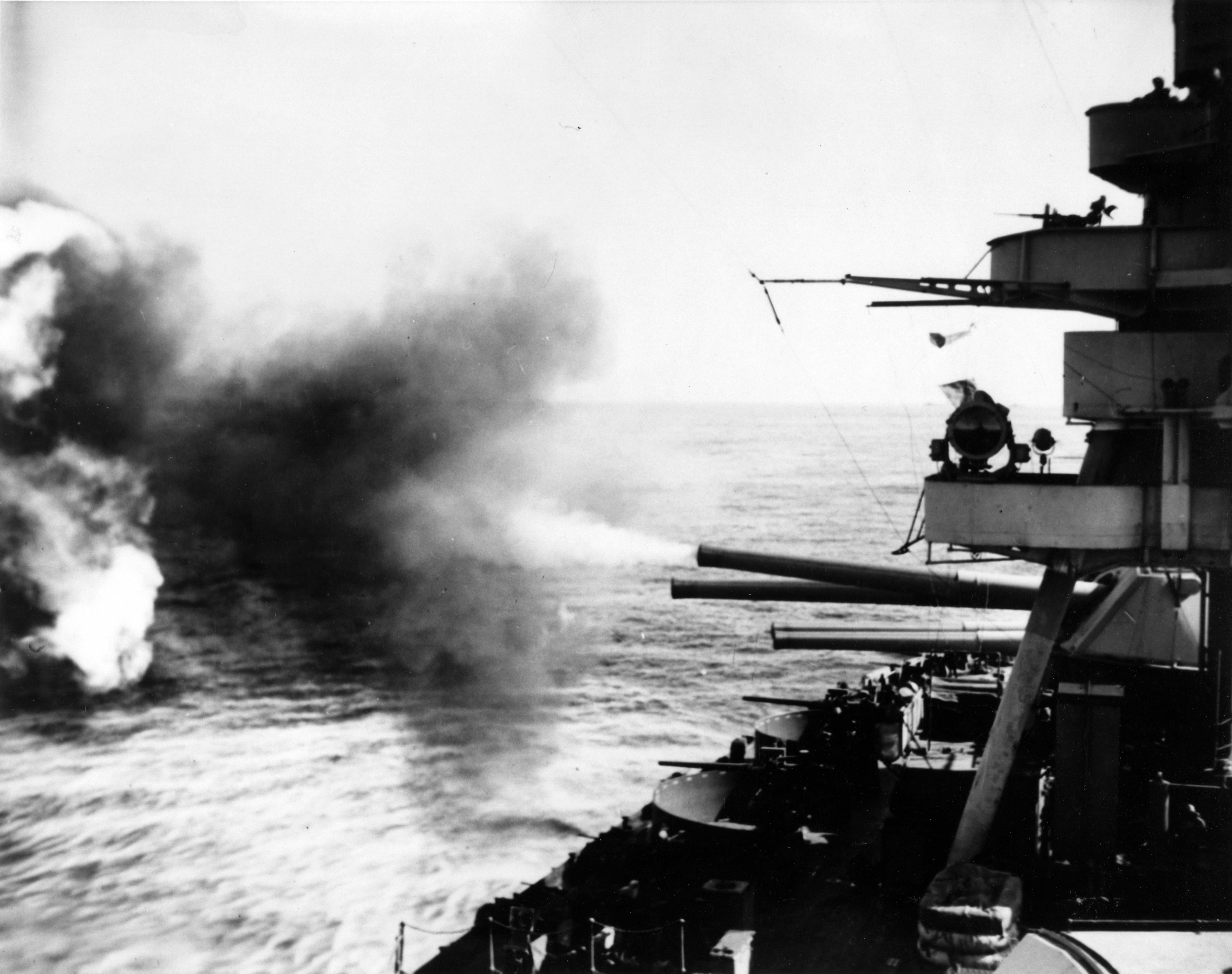
Thiết giáp hạm USS New York dùng hải pháo yểm trợ cho cuộc đổ bộ vào ngày 16 tháng 2 năm 1945

Theo các thông tin tình báo mà Hoa Kỳ nhận được, họ cho rằng có thể đánh chiếm Iwo Jima trong vòng năm ngày. Tuy nhiên trước trận đánh, người Mỹ đã có những đánh giá sai lầm về hệ thống bố phòng của người Nhật cũng như sai lầm trong quá trình chuẩn bị. Họ ước tính sai quân số Nhật trên đảo tới 70%. Ngoài ra sự thay đổi về chiến thuật của Nhật Bản, không thực hiện các cuộc tấn công tự sát, một kinh nghiệm mà người Nhật đã rút ra từ các trận đánh trước cũng là một yếu tố mà Mỹ không ngờ tới. Và cuối cùng, những khó khăn về điều kiện thiên nhiên như địa hình đất núi lửa ở Iwo Jima đã không bao giờ được kiểm tra trước trận đánh.
Một yếu tố khác càng làm tăng sự chủ quan của người Mỹ là trong hơn hai tháng kể từ ngày 10 tháng 12 năm 1944, các máy bay ném bom B-24 và B-29 của Mỹ xuất phát từ quần đảo Mariana đã tiến hành 75 trận oanh tạc tại Iwo Jima, trút xuống hòn đảo hàng trăm tấn bom hòng bẻ gãy hệ thống phòng thủ tại đây. Đến ngày 15 tháng 2 năm 1945, các chiến hạm Mỹ có nhiệm vụ yểm trợ đổ bộ đã bắn phá dữ dội hòn đảo với 21.926 quả đạn pháo. Các chiến hạm Hoa Kỳ đã tham gia vào cuộc bắn phá đổ bộ bao gồm 6 thiết giáp hạm (Arkansas, New York, Texas, Nevada, Idaho và Tennessee), 5 tuần dương hạm (Pensacola, Salt Lake City, Chester, Tuscaloosa và Vicksburg) và nhiều khu trục hạm thuộc Lực lượng Đặc nhiệm 54. Ngoài ra, lực lượng đặc nhiệm hàng không mẫu hạm số 58 của Mỹ do Phó Đô đốc Marc A. Mitscher chỉ huy còn tiến hành các cuộc oanh kích vào các căn cứ không quân và khu công nghiệp trọng yếu tại Tokyo trong hai ngày 16 và 17 tháng 2 trước khi quay về yểm trợ cho cuộc đổ bộ lên Iwo Jima. Tuy nhiên trong thực tế, khi cuộc đổ bộ bắt đầu, quân trú phòng Nhật hầu như không bị tổn thất nhiều vì núp sâu trong các hang động, ngoại trừ các ụ súng bố phòng dọc theo bờ biển bị tiêu diệt. Hơn nữa, cuộc bắn phá của hải quân Mỹ chỉ diễn ra trong ba ngày thay vì mười ngày như được yêu cầu ban đầu từ tướng Holland Smith.
Cuộc đổ bộ được mang tên chiến dịch Detachment và ngày đổ bộ được ấn định là ngày 19 tháng 2 năm 1945. Vào ngày D-2, pháo binh Nhật đã nã đạn vào các tàu đổ bộ của lực lượng trinh sát Mỹ khiến cho vị trí của họ bị bại lộ trước hỏa pháo của Mỹ. Ngày 18 tháng 2, ngày D-1, khu trục hạm USS Blessman bị một quả bom 500-pound đánh trúng phòng ăn tập thể giết chết 40 người, trong đó có 15 người thuộc lực lượng trinh sát.

## Diễn biến trận đánh

### Cuộc đổ bộ của Mỹ
2 giờ sáng ngày 19 tháng 2 năm 1945, các khẩu pháo 16-inch của các thiết giáp hạm USS North Carolina, USS Washington và sau đó là USS West Virginia bắt đầu khai hỏa báo hiệu cuộc đổ bộ. Đến 6 giờ 40 phút sáng, tất cả các hải pháo của 7 thiết giáp hạm, 8 tuần dương hạm của hạm đội Mỹ bắt đầu bắn phá các khu vực đổ bộ. 10 phút sau, đến lượt các tàu phóng tên lửa tấn công lên cao nguyên Motoyama và núi lửa Suribachi. Đến 8 giờ 5 phút, 120 siêu oanh tạc cơ B-29 bay đến oanh tạc hòn đảo. Iwo Jima chìm trong lửa và khói. Trong khi đó, quân Nhật nhờ ẩn núp sâu trong các hang động và hệ thống địa đạo nên hầu như không bị tổn thất bởi bão lửa của quân Mỹ. Lính Nhật ngồi đọc thuộc những đặc lệnh của tướng Kuribayashi:
| “ | Chúng ta sẽ cống hiến sinh mạng cho sự phòng thủ của Iwo Jima và sự quang vinh của Thiên hoàng - Chúng ta sẽ cầm lựu đạn lao vào xe tăng địch - Chúng ta sẽ thâm nhập vào giữa đội hình địch để tiêu diệt chúng - Mỗi loạt đạn bắn ra đều phải chính xác để giết được kẻ thù - Mỗi người phải diệt 10 kẻ thù trước khi chết - Sau khi chúng ta bị quân thù tràn ngập, sẽ đánh đến người cuối cùng bằng chiến tranh du kích | ” |
|   | |   |

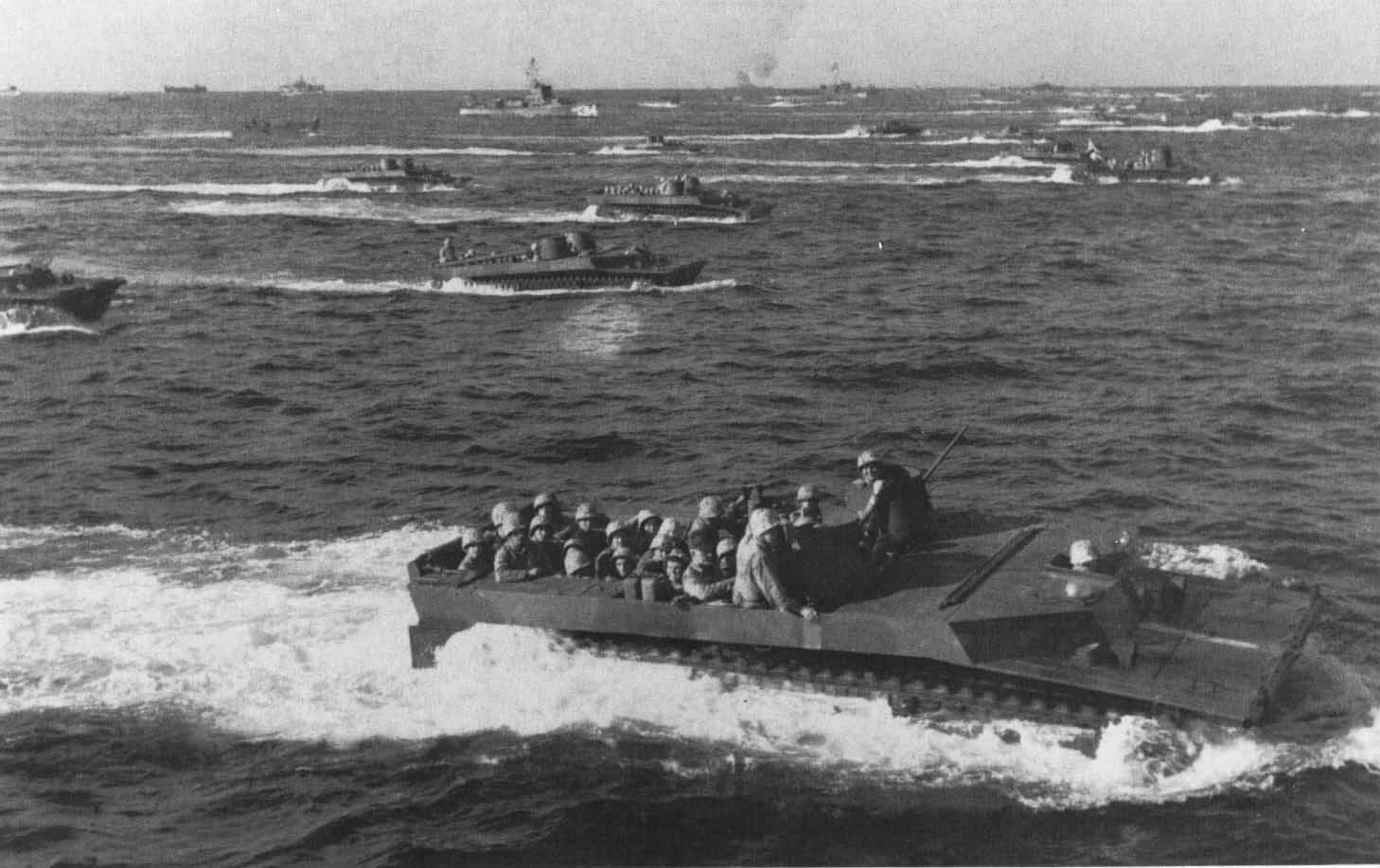
Lính Mỹ thuộc sư đoàn thủy quân lục chiến số 4 trên các tàu đổ bộ đang trên đường đến Iwo Jima

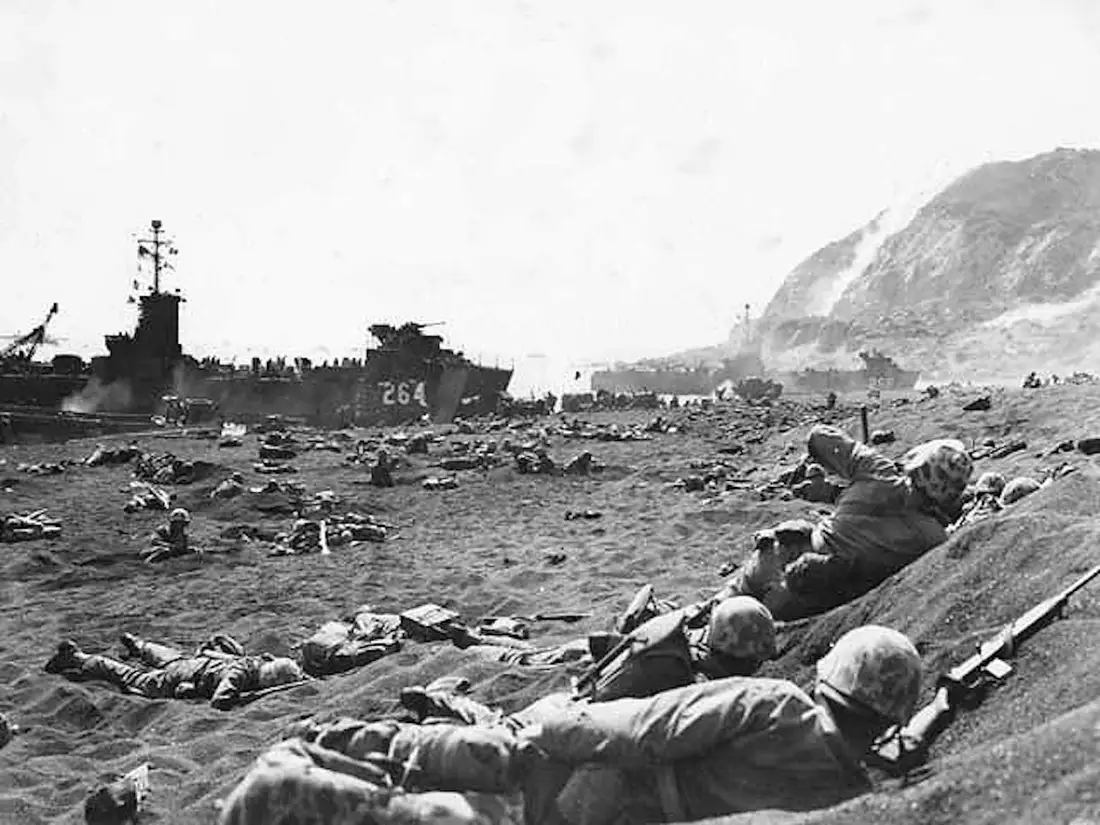
Lính Mỹ đào hố cá nhân trên các bãi biển tại Iwo Jima

Khoảng 8:57 sáng, hải quân Mỹ ngừng pháo kích. Ngay sau đó những chiếc xe bánh xích lội nước được trang bị pháo 75 ly bắt đầu vượt qua những cơn sóng, tiến về đảo. Lúc 9 giờ 2 phút, đoàn xe gồm 69 chiếc lần lượt cập bờ. Mỗi xe chở 20 binh sĩ thủy quân lục chiến thuộc hai sư đoàn 4 và 5 dưới sự chỉ huy của Quân đoàn Tác chiến Thủy-Bộ V bắt đầu đổ lên bờ biển. Tiến được chừng 30 mét, các xe này gặp bậc thềm đất đỏ cao khoảng 4 mét so với bờ biển và phần lớn không leo dốc được vì đất ở đây quá mềm và lún xuống. Cũng từ đây, thủy quân lục chiến bắt đầu tản ra và bò lên mặt thềm. Đợt đổ bộ đầu tiên này không hề gặp bất kì sự kháng cự nào từ phía quân Nhật khiến người Mỹ tin rằng những cuộc bắn phá của hải pháo và những đợt oanh tạc trước đó đã tiêu diệt gần hết lực lượng quân đồn trú của Nhật. Tuy nhiên sự yên tĩnh này nằm trong kế hoạch của tướng Kuribayashi, ông muốn phát lệnh tấn công khi nào bãi biển được lấp đầy bởi thủy quân lục chiến Mỹ và các phương tiện vận tải.
Đến 10 giờ sáng, từ khắp các vị trí, hỏa lực quân Nhật ra sức bắn ra xối xả vào quân Mỹ đang tiến lên. Các hầm trú ẩn Nhật đột ngột khai hỏa làm cho nhiều tốp lính Mỹ nhanh chóng bị hạ gục bởi súng máy. Nơi tập trung hỏa lực mạnh nhất của Nhật là từ núi Suribachi tại phía nam hòn đảo. Quân Mỹ tiến lên vô cùng khó khăn không chỉ bởi hỏa lực của Nhật mà còn bởi địa hình bất lợi, chủ yếu là đất tro núi lửa. Loại đất này mềm, không giúp cho người Mỹ dễ xây dựng các hố cá nhân hay tránh hỏa lực. Tuy nhiên nó giúp giữ lại bớt mảnh pháo binh tạc ra từ hỏa lực pháo của Nhật. Trọng pháo Nhật đã khôn khéo lợi dụng núi Suribachi xây dựng các ổ châu mai để phòng thủ nên lính Mỹ gặp rất nhiều khó khăn trong việc tiêu diệt các khẩu pháo đó.
Một khó khăn nữa cho người Mỹ là các bunker của Nhật được kết nối với một hệ thống địa đạo phức tạp nên mỗi khi một bunker được tuyên bố là đã "dọn sạch" bằng súng phun lửa và lựu đạn thì nó có thể nhanh chóng trở lại hoạt động mà người Mỹ thường không ngờ tới. Chính điều này đã làm tăng thêm thương vong cho lính Mỹ khi họ đột nhiên bị tấn công bởi các bunker tái hoạt động này. Lính Mỹ tiến lên rất chậm trong làn hỏa lực của pháo và súng máy trong khi được yểm trợ bởi các xe đổ bộ bánh xích, hải pháo và không quân. Lúc 10 giờ 35 phút sáng, 760 binh sĩ thủy quân lục chiến đã băng mình gần như liều mạng ngang qua hòn đảo. Họ bị thiệt hại nặng nhưng tiến lên đáng kể. Vào khoảng chiều, ngọn núi bị phong tỏa khỏi phần còn lại của đảo và 30.000 binh sĩ thủy quân lục chiến Mỹ đã đổ bộ lên bờ. Bên phía Mỹ đã có nhiều tấm gương chiến đấu dũng cảm như hạ sĩ Tony Stein, người đầu tiên được nhận Huân chương Danh Dự tại Iwo Jima, trung sĩ John Basilone đưa 200 lính thủy quân lục chiến ra khỏi bãi biển, bị trúng đạn ở ngực và ngã xuống trước toàn thể đồng đội. Suốt buổi chiều, quân Mỹ vẫn giữ vững vị trí và cố gắng tiến lên trong làn hỏa lực ngày càng mãnh liệt của quân Nhật. Những quả bom của máy bay thả xuống nhưng không nổ nằm dưới cát có tác dụng như mìn chống tăng khiến cho nhiều xe cơ giới của Mỹ nổ tan tành. Vào buổi chiều, những đơn vị đã đổ bộ được gồm tám tiểu đoàn và các tiểu đoàn tăng của hai sư đoàn, cùng những bộ phận của hai tiểu đoàn pháo. Đêm xuống, lính Mỹ đã kiểm soát được bãi biển và lúc mặt trời lặn, bãi biển càng thêm rùng rợn vì đầy những thây người. Tổng thương vong của quân Mỹ trong ngày 19 tháng 2 là 566 người tử trận trên bờ và ngoài khơi, 1.755 người bị thương, cao hơn toàn trận Guadalcanal. Không đạt được mục tiêu đề ra là chiếm các mục tiêu định sẵn nên lính Mỹ phải đào hố cá nhân và núp qua đêm.
Với những kinh nghiệm có được từ trận Saipan, lính Mỹ luôn trong tư thế chờ đợi những cuộc tấn công vào ban đêm của lính Nhật. Tuy nhiên, khác với các tư lệnh Nhật ở đảo Saipan hay các nơi khác, tướng Kuribayashi từ chối những cuộc tấn công như vậy vì chắc chắn sẽ làm hao quân vô ích. Thay vào đó, ông ra lệnh cho quân Nhật dùng đại bác và súng cối nã vào quân Mỹ đang co cụm. Nhờ sử dụng một trinh sát viên liên lạc qua bộ đàm nên pháo binh Nhật liên tục bắn trúng các ụ súng và các ụ chứa đạn của quân Mỹ. Phải đến 03:00, trinh sát viên này mới bị một thương binh Mỹ phát hiện và nhanh chóng bị hạ gục. Kể từ lúc đó, pháo binh Nhật mất phần chính xác hơn nhưng vì quân Mỹ tập trung quá đông trên một diện tích chật hẹp nên vẫn gây ra tổn thất. Ngoài ra còn có những nhóm nhỏ lính Nhật thực hiện lối đánh du kích hay bắn tỉa. Nói về ngày đổ bộ đầu tiên, ký giả Sherrod của tạp chí Time viết
"Đêm đầu tiên của đảo Iwo Jima có thể so sánh như một giấc mơ hãi hùng ở tận cùng địa ngục. Sáng ra, người ta có thể thấy tay, chân, đầu, sọ nằm cách xa thân thể không đếm xuể".

### Trận đánh tại núi Suribachi

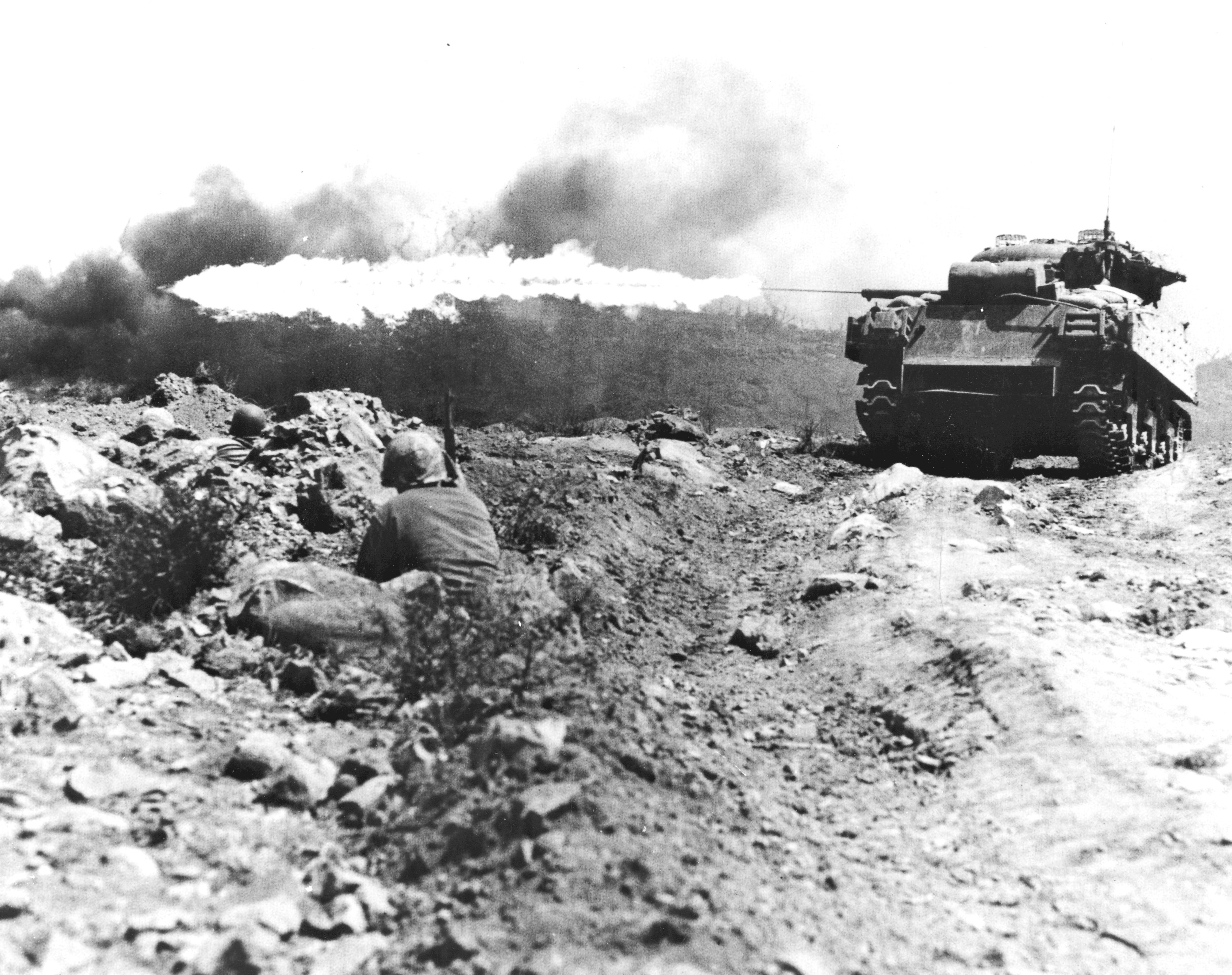
Xe tăng M4A3 Sherman trang bị súng phun lửa đang tấn công "làm sạch" các bunker Nhật

Núi Suribachi đã được quân Nhật xây dựng thành một hệ thống địa đạo vô cùng phức tạp gồm bảy tầng, gia cố bằng những tường năng xây bằng bê-tông rồi được trát vữa mặt ngoài, thêm hệ thống thoát nước thải và đường ống dẫn không khí, điện, nước và hơi nước. Có 1.300 lính bộ binh và 640 lính hải quân bố trí khắp các địa đạo và gian phòng. Dọc theo chân núi là những bunker và giao thông hào cho bộ binh Nhật. Các lỗ châu mai được đặt theo nhiều hướng sao cho lính Nhật có thể quan sát lẫn nhau và hỗ trợ cho nhau bằng hỏa lực súng máy.
Ngày 20 tháng 2 (ngày D+1), lúc 7 giờ 40 phút sáng, các hải pháo Mỹ lại tiến hành bắn phá chuẩn bị cho đợt tấn công. 50 phút sau, thủy quân lục chiến Mỹ bắt đầu tiến lên. Một trung đoàn nhận mục tiêu tấn công núi Suribachi còn ba trung đoàn khác nhắm vào mục tiêu là cao nguyên Motoyama. Đến trưa ngày hôm đó, Trung đoàn 28 thuộc Sư đoàn 5 đã tiến sâu thêm được 300 mét còn Sư đoàn 4 đến sân bay số 1, hoàn thành mục tiêu đã định. Quân khuyển cùng thủy quân lục chiến lên bờ đi tìm những nơi quân Nhật còn kháng cự. Giờ đây núi Suribachi đã bị cô lập với phần còn lại của đảo. Tuy nhiên lính Nhật ở đây chiến đấu với tinh thần quyết tử nên cả hai phải giành giật nhau từng mét vuông đất. Để chống lại hệ thống địa đạo của người Nhật, lính Mỹ tập trung sử dụng lựu đạn và súng phun lửa. Một trong những tiến bộ kỹ thuật mới có tính quyết định ở trận đánh này là sự xuất hiện của những chiếc xe tăng hạng trung Sherman M4A3R3 có trang bị súng phun lửa. Loại xe tăng này được đặt biệt danh là "Ronson" hay "Zippo Tank" rất có hiệu quả trong việc tiêu diệt các vị trí đồn trú của quân Nhật và cũng khó bị vô hiệu hóa. Trong ngày này, sư đoàn 4 và 5 chưa tiến lên được 2 km rưỡi vào bên trong hòn đảo trong khi Sư đoàn 5 phải chịu 1.500 thương vong và Sư đoàn 4 khoảng 2.000. Vào ban đêm, các tuần dương hạm và khu trục hạm thả pháo sáng soi rõ trận địa cho lính Mỹ và tiếp tục nã pháo vào nhiều mục tiêu trên đảo.

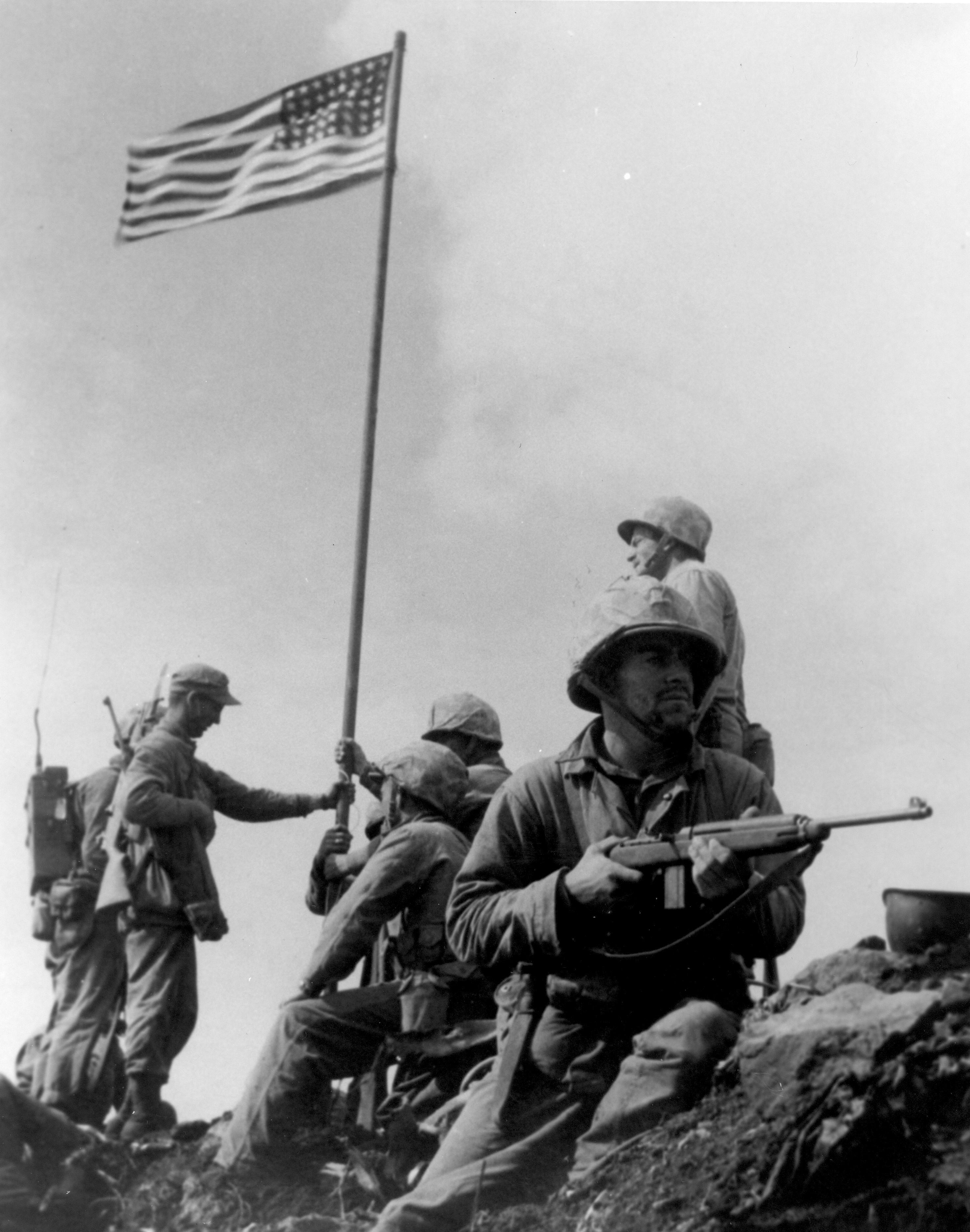
Lá cờ Mỹ đầu tiên cắm trên đỉnh Suribachi bởi tiểu đoàn 2 trung đoàn 28 vào ngày 23 tháng 2 năm 1945

Đến ngày 21 tháng 2, hải pháo cũng bắt đầu bắn phá vào lúc 7 giờ 40 phút sáng. Suốt ngày hôm đó, nơi thâm nhập sâu nhất của thủy quân lục chiến Mỹ là 1000 mét, nơi kém nhất là 500 mét.
Sau ngày thứ ba, thương vong của Sư đoàn 4 lên đến 2.517 người và Sư đoàn 5 là 2.057 người. Cũng trong đêm hôm đó, Đài phát thanh Tokyo báo tin Mỹ tấn công Iwo Jima. Turner, tư lệnh lực lượng đổ bộ đã bị đài phát thanh này cảnh cáo:
"Turner, người chịu trách nhiệm về cái chết của hàng ngàn binh sĩ chúng ta, sẽ không bao giờ trở về được. Chúng ta sẽ giết ông ta, tế các vong hồn chiến sĩ đã hi sinh vì Tổ quốc Đại Nhật Bản. "
Ngày 22 tháng 2, ngày thứ tư của cuộc đổ bộ, Sư đoàn thủy quân lục chiến số 4 đã chịu quá nhiều tổn thất trong việc đánh chiếm cao nguyên Motoyama đã được thay thế bằng Sư đoàn 3. Trong khi đó Sư đoàn 5 vẫn tiếp tục mục tiêu đánh chiếm Suribachi và trong ngày này người Mỹ đã thành công trong việc bao vây chân núi, ngoại trừ khoảng trống rộng gần 400 m trên bờ biển phía tây. Viên đại tá chỉ huy quân trú phòng ở Suribachi đã xin Kuribayashi thực hiện một cuộc tấn công tự sát nhưng bị từ chối, tuy nhiên một số người lính vẫn tự ý rời bỏ vị trí để tham gia tấn công. Những cuộc chiến đấu vẫn tiếp tục diễn ra ác liệt ở từng địa đạo. Trong số những lính Nhật tử trận tại Suribachi có trung tá Takeichi Nishi, người đã giành huy chương vàng môn cưỡi ngựa tại Thế vận hội mùa hè 1932 Los Angeles. Cái chết của ông giống như Kuribayashi sau này, vẫn là một điều bí ẩn. Có nhiều giả thuyết cho rằng ông bị lính Mỹ giết, tự sát hoặc chết trong khi chiến đấu. Sau khi chết, ông được truy phong quân hàm đại tá. Trong khi đó, 150 lính Nhật đã xông ra khỏi quả núi để đến với những đơn vị quân Nhật ở phía Bắc nhưng phần lớn đã bị bắn hạ trên đường bởi thủy quân lục chiến Mỹ. Chỉ có khoảng 25 lính Nhật chạy thoát. Tuy nhiên, khi chạy đến bộ chỉ huy của lực lượng phòng vệ hải quân Nhật, họ đã không được đồng đội mình tại đây chào đón tử tế. Đại úy Samaji Inouye, sĩ quan phụ trách bộ chỉ huy, đã lên án trung úy của họ là phản quốc và rút gươm định chặt đầu ông này, nhưng một sĩ quan cấp dưới đã ngăn đại úy Samaji lại.
Ngày 23 tháng 2, Sư đoàn 5 thủy quân lục chiến Mỹ đã tiến lên được đỉnh ngọn núi lửa và những cuộc giáp lá cà lẻ tẻ đã diễn ra trong các hang động. Nhiều tốp lính Nhật đã tổ chức tự sát tập thể. Lúc 10 giờ 15 phút, lá cờ Mỹ đã tung bay trên đỉnh Suribachi, trở thành lá cờ ngoại quốc đầu tiên cắm trên lãnh thổ Nhật Bản. Ảnh ngọn cờ thứ nhất này đã được chụp bởi Louis R. Lowery, trung sĩ nhất thủy quân lục chiến, làm nhiệm vụ phóng viên nhiếp ảnh cho tạp chí Leatherneck Magazine của thủy quân lục chiến Mỹ. Khi lá cờ được cắm cũng là lúc bộ trưởng hải quân Mỹ James Forrestal vừa đổ bộ lên bờ tại chân núi Suribachi. Forrestal đưa ra nhận xét với tướng Holland Smith: "Việc giương ngọn cờ trên Suribachi có ý nghĩa đặc biệt với binh chủng thủy quân lục chiến trong năm trăm năm sắp tới" đồng thời ông muốn lá cờ này làm vật kỷ niệm. Nhưng đại tá Chandler Johnson, người đã trao lá cờ cho đơn vị cắm cờ, cá nhân ông tin rằng lá cờ này thuộc về Tiểu đoàn 2 thuộc Trung đoàn 28 dưới quyền ông nên ông đã cử trung sĩ Mike Strank lấy một lá cờ lớn hơn thay thế lá cờ cũ. Lá cờ thứ hai dài 2,4 m và rộng 1,4 m, lớn hơn nhiều so với lá cờ đang tung bay trên đỉnh núi, được tìm thấy trong một kho chứa vật liệu cũ ở Trân Châu Cảng, sau khi được thu hồi từ một chiếc tàu sắp chìm vào ngày 7 tháng 12 năm 1941. Khi lá cờ thứ hai vừa được cắm lên thì nhiếp ảnh gia Joe Rosenthal, người đang săn tin về cuộc đổ bộ cho hãng tin Associated Press (AP), đã chụp được bức ảnh nổi tiếng "Raising the Flag on Iwo Jima". Trong bức ảnh của Rosenthal, có năm thủy quân lục chiến và một quân y hải quân. Ba người trong số đó là Franklin Sousley, Harlon Block và Michael Strank chết trong trận này còn ba người may mắn sống sót là John Bradley, Rene Gagnon và Ira Hayes. Bức ảnh đạt giải Pulitzer về nhiếp ảnh trong cùng năm đó. Nó cũng trở thành biểu tượng cho trận đánh và được sao chép lại rất nhiều. Lá cờ thứ hai này tung bay trong vòng ba tuần lễ trước khi bị gió thổi bay mất. Đến thời điểm này, người Mỹ đã làm chủ được 1/3 phía nam đảo từ đỉnh Suribachi đến sân bay số 1.

### Không quân Nhật tấn công hạm đội Mỹ
Ngày 19 tháng 2 năm 1945, cùng ngày bắt đầu cuộc đổ bộ lên Iwo Jima, Quân đoàn tấn công đặc biệt Kamikaze số 2 Mitate được Nhật thành lập để yểm trợ cho việc phòng thủ hòn đảo. Phi đội được thành lập từ Không đoàn 601 tại Căn cứ Không quân Katori với 12 máy bay ném bom bổ nhào hai chỗ ngồi Yokosuka D4Y Suisei, 8 máy bay ném bom ba chỗ ngồi Nakajima B6N và 12 máy bay tiêm kích hộ tống Mitsubishi A6M Zero.
Vào sáng sớm ngày 21 tháng 2 năm 1945, Phi đội Mitate cất cánh từ Căn cứ Không quân Katori (ở quận Chiba gần Tokyo). Sau khi máy bay tiếp nhiên liệu tại đảo Hachijōjima, cách Katori khoảng 300 km về phía nam, máy bay Nhật Bản tiến về phía hạm đội Mỹ gần Iwo Jima. Một máy bay ném bom Tenzan phải quay trở lại Hachijōjima do trục trặc, và 1 chiếc khác không thể cất cánh từ Hachijōjima do bộ phận hạ cánh bị hỏng. Hai máy bay ném bom Suisei bị máy bay chiến đấu Grumman Hellcat của Mỹ bắn hư hại trên bầu trời gần Hachijōjima, khiến cả hai phải quay trở lại sân bay trên đảo. 28 chiếc còn lại tiến hành tấn công vào hạm đội Mỹ.
Trong đêm của ngày 21, thảm họa đã xảy ra đối với hạm đội Mỹ ngoài khơi. 28 máy bay Nhật Bản đã thực hiện các cuộc tấn công Kamikaze vào hạm đội Mỹ. Khoảng 17 giờ, 5 máy bay Kamikaze lao vào chiếc hàng không mẫu hạm Saratoga. Ba chiếc đã đâm trúng Saratoga và nổ tung, làm chết 129 người và làm bị thương 192 người. Kế đó, lúc 19:00, năm máy bay Kamikaze khác lao đến nhưng chỉ có một chiếc vượt qua được lưới lửa phòng không và ném trúng ngay trên đường băng của Saratoga một quả bom. Đến 20 giờ 15 phút, những đám cháy trên tàu đã được khắc phục nhưng sau đó con tàu buộc phải rời chiến trường đến Eniwetok rồi cuối cùng là về bờ biển phía Tây nước Mỹ để sửa chữa. 40 máy bay trên chiếc Saratoga cũng bị phá hủy trong vụ tấn công.
Vài phút sau, 2 chiếc Kamikaze đơn độc vượt qua được lưới lửa phòng không nhờ bay sát mặt nước đã đâm vào hàng không mẫu hạm hộ tống cỡ nhỏ USS Bismarck Sea. Bốn quả ngư lôi trên tàu nổ tung, tàu chìm sau 15 phút với tổn thất nhân mạng 318 người, đây là chiếc tàu sân bay Hoa Kỳ cuối cùng bị mất trong Thế Chiến II. Thủy thủ trên tàu Lawrence Taylor cố gắng cứu được khoảng 120 người trong tổng số 800 thủy thủ đoàn rơi xuống nước. Ngoài ra, cuộc tấn công này còn gây hư hại nặng cho tàu vận tải Keokuk AKN-4 (17 người chết, 44 bị thương), gây thiệt hại nhẹ cho hàng không mẫu hạm hộ tống USS Lunga Point (11 người bị thương), một tàu chở quân số hiệu LST-477 (9 người chết, 5 bị thương).
Trong số 28 máy bay Nhật, đã có 21 chiếc bị mất cùng 43 phi công (20 người trong 10 chiếc Yokosuka D4Y, 18 người trong 6 chiếc Nakajima B6N, và 5 người trong 5 chiếc Mitsubishi A6M Zero).
Vào ngày 1 tháng 3 năm 1945, một trong số 2 chiếc máy bay ném bom Suisei còn lại (chính là 2 chiếc bị Hellcat bắn hư hại và phải quay về) đã sửa chữa xong, nó xuất kích một mình từ Hachijōjima đến Iwo Jima để thực hiện một cuộc tấn công cảm tử, nhưng đã bị bắn hạ trước khi lao được vào tàu chiến Mỹ.
Trước khi bước vào nhiệm vụ sau cùng, các phi công Kamikaze để lại thư vĩnh biệt gửi người thân. Một trong các bức thư là của Kunio Shimizu, 20 tuổi, phi công trên chiếc Nakajima B6N, gửi cho cha mẹ:
Tình hình chiến tranh thực sự đã lên đến đỉnh điểm về cường độ. Bây giờ đã đến lúc con quyết tâm hy sinh vì Tổ quốc. Cha mẹ ơi, bao nhiêu lo lắng mà con gây ra cho cha mẹ là không thể đong đếm được. Cuối cùng, khát khao nhiệt thành của con đã được đền đáp, và điều đó đã cho con lòng dũng cảm xuất trận, làm lá chắn cho Tổ quốc và Thiên Hoàng.
Thưa Cha mẹ, bây giờ con rơi nước mắt biết ơn vì tấm lòng ấm áp của cha mẹ dành cho con. Tuy nhiên, bây giờ con đã nhận được lệnh của Bộ chỉ huy Hoàng gia. Con tin tưởng rằng việc tận trung phụng sự Thiên Hoàng thông qua Quân đoàn tấn công đặc biệt sẽ là hành động báo hiếu lớn nhất của con.
Ngày mai, theo kế hoạch chúng con sẽ tiến đến Iwo Jima và sau đó thực hiện một cuộc tấn công... Con vui lòng ngã xuống như một bông hoa trong quân đội của Thiên Hoàng. Con cầu nguyện cha mẹ có đủ khả năng chăm sóc bản thân và sẽ khỏe mạnh trong một thời gian dài.
Với lòng dũng cảm bất khuất, con sẽ lao mình vào tàu địch. Bằng lời văn vụng về này, con xin kết thúc bức thư cuối cùng này khi cố nén những giọt nước mắt nóng hổi. Con cầu nguyện cho sức khỏe của mọi người.
Con không hối hận. Tất cả vì đất nước... Vậy thì, lần sau con sẽ gặp cha mẹ ở đền Yasukuni vào mùa xuân, khi những bông hoa anh đào nở rộ... Cuối cùng, một lần nữa con cầu nguyện cho sức khỏe của gia đình.

### Trận đánh tại phòng tuyến phía bắc

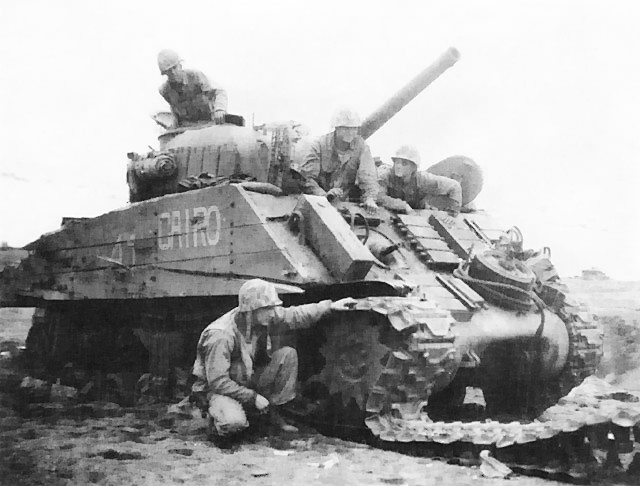
Một xe tăng Mỹ bị mìn Nhật làm vô hiệu hóa

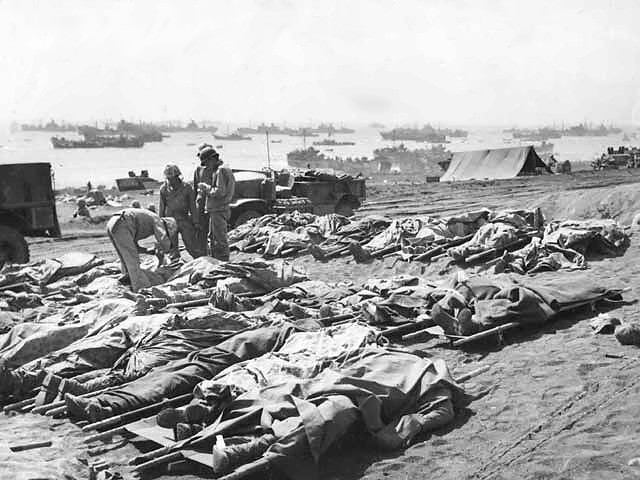
Xác binh sĩ thủy quân lục chiến Mỹ tại Iwo Jima

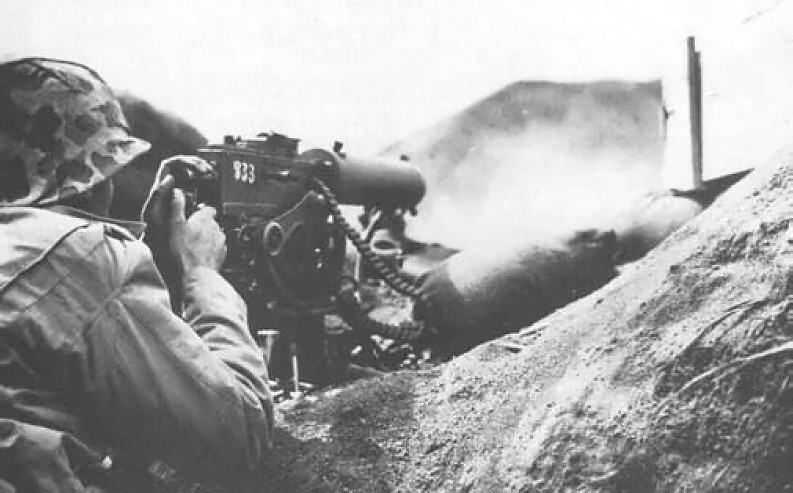
Một binh sĩ thủy quân lục chiến Mỹ dùng súng máy Browning M1917 tấn công quân Nhật

Mất Suribachi, người Nhật co về giữ phòng tuyến thứ nhất của họ chạy dài gần 3 km từ bờ phía tây qua góc phía nam sân bay số 2 đến bờ đông của đảo. Hệ thống phòng thủ của quân Nhật ở đây còn rất mạnh và thậm chí còn hơn cả khu vực phía Nam mà quân Mỹ vừa chiếm được. Sư đoàn 4 và 5 tiến lên sau 76 phút bắn phá của hải pháo. Cả hai sư đoàn này đều được các lực lượng thiết giáp dẫn đường. Tuy nhiên quân Nhật nhanh chóng chặn đứng các thiết giáp bằng vũ khí chống tăng và mìn. Đến cuối ngày hôm đó, sư đoàn 5 tiến lên chưa được đến 500 mét. Đến thời điểm này sư đoàn 3 đã được gọi tăng viện. Thiếu tướng Harry Schmidt được giao chỉ huy cả ba sư đoàn tiến đánh phòng tuyến Nhật với Sư đoàn 3 ở trung tâm có nhiệm vụ đánh chiếm sân bay số 2, Sư đoàn 4 bên cánh phải và Sư đoàn 5 bên cánh trái.
Lúc 9:30 sáng ngày 24 tháng 2, dưới sự yểm trợ mãnh liệt của pháo binh, Sư đoàn 3 thủy quân lục chiến bắt đầu tiến đánh sân bay số 2, dẫn đầu là hai tiểu đoàn thuộc trung đoàn 21. Đây là vị trí phòng thủ mạnh nhất trong suốt phòng tuyến của Nhật. Địa hình ở đây vô cùng bất lợi cho lính Mỹ: chung quanh các đường băng toàn là những rãnh sâu, hố to, ngăn cách nhau bởi những vách đá nhọn như lưỡi cưa. Ngoài ra, họ còn phải đương đầu với một đối thủ cứng rắn là trung đoàn 145 thuộc sư đoàn 109 Nhật. Súng máy và súng cối Nhật liên tục khai hỏa vào quân Mỹ đang tiến lên. Để chống lại, Mỹ sử dụng xe tăng phun lửa, súng phun lửa và lựu đạn để thiêu cháy quân Nhật trong các ngách hầm và công sự bê tông ngầm. Chiến trường ngập trong lửa và thương vong của lính Mỹ rất lớn nên tốc độ tiến quân rất chậm, chỉ khoảng 10 mét mỗi giờ. Khi khói lửa đã trùm kín mục tiêu và không còn có thể sử dụng súng, hai bên xông vào đánh giáp lá cà bằng lưỡi lê, lựu đạn, báng súng cho đến cả cuốc xẻng. Xác chết đôi bên chồng chất lên nhau.
Sau hai ngày ác chiến, sư đoàn 3 thủy quân lục chiến Mỹ bị thương vong gần 2.000 người trong khi Trung đoàn 145 của Nhật hầu như bị xóa sổ. Tướng Kuribayashi điện về Tokyo:
"Sau một tuần lễ giao tranh, quân trú phòng tại Iwo Jima đã mất tới 50% quân số; phần lớn súng máy, 60% đại bác và súng cối đã bị tiêu diệt"
Đến nửa đêm ngày 25 tháng 2, sư đoàn 3 Mỹ đã làm chủ sân bay số 2 và tiến dần đến làng Motoyama. Sư đoàn 4 và 5 cũng đẩy lùi được quân Nhật và tiến về phía Bắc. Ngày 26 tháng 2, Sư đoàn 4 đến được chân đồi 382 ở phía đông nam làng Motoyama thì bị chặn đứng vì hỏa lực mạnh của pháo binh và bộ binh Nhật. Các trận đánh tại đồi này đã làm cho sư đoàn thiệt hại 792 chết người chỉ riêng trong ngày hôm đó. Quân Nhật đã trụ lại ở tuyến phòng thủ thứ hai, phía sau dãy đồi và ngôi làng Motoyama, chạy dài đến tận hai bên bờ biển phía đông và phía tây đảo. Tại đây một lần nữa hệ thống các hang động và địa đạo của Nhật lại chặn đứng quân Mỹ. Tổn thất của quân Mỹ tại Iwo Jima ngày càng nặng đến mức làm xôn xao dư luận cả nước.
Tờ Examiner xuất bản tại San Francisco số ra ngày 27 tháng 2 đã chỉ trích chiến lược của đô đốc Chester Nimitz vì muốn nhanh chóng tiến đánh Nhật Bản đã làm hao tổn biết bao xương máu thanh niên Mỹ. Tiếp đó tờ báo này ca ngợi tướng Douglas MacArthur đã đạt được mọi mục tiêu đề ra mà vẫn tiết kiệm được sinh mạng binh lính. Tuy nhiên, vào ngày hôm sau, tờ Chronicle cùng thành phố liền có ngay bài phản hồi. Tờ báo cho rằng chiến lược của đô đốc Nimitz đưa đến việc kết thúc sớm chiến tranh là cách tốt nhất để tiết kiệm xương máu binh sĩ. Ngược lại, các chiến dịch kéo dài của tướng MacArthur ở Phillipines là một sự phí phạm vô ích sinh mạng lẫn của cải nhân dân Mỹ. Tranh cãi không chỉ dừng lại ở các phương tuyện truyền thông mà còn cả trong giới lãnh đạo lục quân và hải quân Mỹ. Tại cơ quan bộ tổng tham mưu lục quân, tướng George Marshall đề nghị quân đội Mỹ sử dụng hơi độc nhưng đã bị tổng thống Franklin D. Roosevelt và đô đốc Nimitz từ chối.
Ngày 28 tháng 2, thủy quân lục chiến Mỹ đã chiếm được cao điểm để từ đó có thể nhìn thấy toàn bộ sân bay số 3 tuy nhiên các ngọn đồi quanh sân bay này vẫn nằm trong sự kiểm soát của người Nhật. Cũng trong ngày này, sư đoàn 3 Mỹ đã chiếm được làng Motoyama, nay chỉ còn là cảnh đổ nát. Ngày 3 tháng 3, đến lượt đồi 382 bị sư đoàn 4 Mỹ chiếm. Bị mất hai điểm trọng yếu, tuyến phòng thủ thứ hai của quân Nhật bị bẻ gãy. Quân Mỹ chuyển sang chiếm đồi 362A. Để tấn công địa điểm này, quân Mỹ chuyển sang chiến thuật mới của tướng Erskine là tấn công ban đêm mà không dọn bãi bằng pháo để gây bất ngờ. Chiến thuật này đã trở thành chìa khóa quyết định cho việc chiếm được ngọn đồi khi quân Nhật không hề biết đến cuộc tấn công của quân Mỹ để chống trả và thậm chí một số lính Nhật vẫn còn đang ngủ. Tuy nhiên, phải đến ngày 8 tháng 3, đồi mới bị chiếm. Cho đến ngày 3 tháng 3, vẫn còn khoảng 16.000 lính Nhật trong số 22.000 người ban đầu. Thương vong của lính Mĩ là 16.000 người trong đó có 3.000 người tử trận. Trong ngày này, Trung tá Chandler Johnson, tiểu đoàn trưởng tiểu đoàn 2, người đã lưu giữ lá cờ đầu tiên trên đỉnh Suribachi cũng chết vì đạn pháo. Ngày 4 tháng 3, trong lúc chiến sự vẫn đang tiếp diễn, một chiếc máy bay ném bom B-29 có tên Dinah Might đang ở gần đảo thông báo đã cạn nhiên liệu sau một cuộc không kích vào Tokyo và yêu cầu một cuộc hạ cánh khẩn cấp. Dưới hỏa lực của quân Nhật, chiếc máy bay đã hạ cánh thành công xuống sân bay đã được quân Mỹ kiểm soát, nạp nhiên liệu đầy đủ rồi tiếp tục thực hiện hành trình. Đến ngày 6 tháng 3, chiếc P-51 Mustang đầu tiên hạ cánh xuống sân bay Iwo Jima để yểm trợ về không lực cho quân Mỹ. Chiếc máy bay này thuộc lực lượng đặc nhiệm hàng không mẫu hạm số 58 đang chuẩn bị cho cuộc đổ bộ vào Okinawa ngày 1 tháng 4. Sáng ngày 7 tháng 3, sư đoàn 3 Mỹ sau một cuộc chiến đấu ác liệt đã chiếm được phần trung tâm đảo. Quân Nhật giờ chỉ còn trụ lại ở phía bắc và phía đông.
Tình hình quân Nhật tại Iwo Jima ngày càng rơi vào bi kịch với phần lớn thức ăn, vũ khí và nước uống đã cạn kiệt, tuy nhiên họ vẫn còn kiên cường kháng cự trong các nhóm chiến đấu nhỏ. Không còn súng chống tăng, lính Nhật tình nguyện buộc thuốc nổ vào người, bí mật nằm chờ chiến xa Mỹ đến để tấn công cảm tử. Sáng ngày 4 tháng 3, tướng Kuribayashi báo cáo tình hình chiến sự hai tuần lễ qua bằng vô tuyến điện:

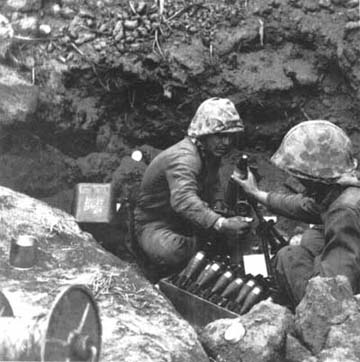
Lính Mỹ sử dụng cối 60 mm tại Iwo Jima

| “ | Các lực lượng của chúng tôi đang tận dụng mọi nỗ lực để tiêu diệt địch. Nhưng chúng tôi đã mất hết đại bác, xe tăng và 2/3 số sĩ quan. Các trận đánh sắp tới sẽ còn gặp nhiều khó khăn hơn nữa. Giờ đây, khi Bộ tư lệnh và trung tâm thông tin trên đảo đã bị địch phát hiện, rất có thể chúng tôi sẽ đứt liên lạc hoàn toàn với Tokyo. Một số vị trí mạnh vẫn còn có thể kháng cự trong nhiều ngày nữa; nhưng dù cho các vị trí này sụp đổ thì những người còn lại vẫn tiếp tục chiến đấu đến cùng... Chúng tôi rất buồn vì đã không thành công trong việc bảo vệ đảo. Giờ đây, tôi, Kuribayshi tin tưởng rằng quân địch sẽ xâm nhập Nhật Bản từ chính đảo này... Tôi rất hối tiếc khi hình dung những cảnh tượng thảm khốc có thể diễn ra trên đế quốc chúng ta. Nhưng dù sao, bản thân tôi cũng được an ủi nhiều khi thấy các sĩ quan và binh lính của mình đã hi sinh không chút băn khoăn trong cuộc chiến đấu giữ từng tấc đất để chống lại một kẻ thù có ưu thế hơn mình với nhiều xe tăng và hỏa lực oanh kích khủng khiếp ngoài sức tưởng tượng. Khi cái chết của mình đang đến gần, tôi cầu trời ban cho Tổ quốc tôi một tương lai tốt đẹp... Tôi muốn được gửi lời tạ lỗi với các sĩ quan thượng cấp và đồng cấp của tôi, vì đã không đủ sức chặn đứng cuộc xâm nhập kẻ thù. Tôi tin chắc rằng Tổ quốc ta sẽ không bao giờ sụp đổ, linh hồn tôi sẽ luôn luôn tấn công địch để bảo vệ những đất đai của đế quốc vĩnh cửu. Tôi sẽ rất mãn nguyện nếu những báo cáo chính chiến sự và những điều lưu ý mà chúng tôi gửi bằng điện tín có thể giúp ích cho các chiến thuật quân sự và các kế hoạch huấn luyện trong tương lai. | ” |
|   | |   |

Trước tình hình ngày càng tuyệt vọng, đa số sĩ quan Nhật tại Iwo Jima muốn tiến hành các cuộc tấn công tự sát. Mặc dù tướng Kuribayashi đã ra sức ngăn cản nhưng một số vẫn không tuân lệnh. Trong đó có thiếu tướng Sadasue Senda, lữ đoàn trưởng lữ đoàn hỗn hợp số 2. Đêm ngày 8 tháng 3, Senda tập trung các sĩ quan dưới quyền, ra lệnh thực hiện một cuộc tổng tấn công vào lúc 6:00 sáng ngày hôm sau. Để chấm dứt buổi nói chuyện, ông nói với họ: "Chúng ta sẽ gặp lại nhau, tối mai, ở đền Yasukuni". Cánh hải quân tán thành việc này nhưng việc truyền tin sai lệch đã khiến cho họ nghĩ là cuộc tổng tấn công sẽ diễn ra ngay trong đêm. Do đó, lúc không giờ, 1.500 sĩ quan và lính hải quân lặng lẽ tập trung tại phòng tuyến sư đoàn 4 thủy quân, nơi do hai trung đoàn 23 và 24 Mỹ nắm giữ. Tuy nhiên, cuộc tấn công đã bị quân Mỹ phát hiện và báo động khi có người hô "Banzai" (vạn tuế) quá sớm. Pháo binh Mỹ ngay lập tức nã pháo vào nơi tập trung quân suốt một giờ gây thương vong rất lớn. Những người sống sót bỏ chạy tản mác, tìm nơi ẩn nấp. Đến sáng ngày 09 tháng 3, tướng Senda đầu không đội mũ, quấn trên đầu một tấm vải trắng vẽ hình mặt trời đỏ, dẫn đầu một đoàn quân trang bị súng trường, lựu đạn, một ít súng máy và cả gậy tre vót nhọn. Pháo binh Mỹ đã tiêu diệt toàn bộ đoàn quân này, kể cả tướng Senda. Nhật tổn thất 650 người sau đợt phản công bất thành này. Trong khi đó, đại úy Samaji Inouye dẫn 1.000 người tham gia tấn công vào các vị trí của quân Mỹ với ý định chiếm lại núi Suribachi. Cuộc tấn công này cũng bị đập tan với thương vong của quân Mỹ là 347 người (90 người chết). Ngày hôm sau, thủy quân lục chiến Mỹ đếm được tổng cộng 784 xác lính Nhật.
Ngày 11 tháng 3, quân Nhật ở phía đông bắc đảo bị chia cắt khỏi phía tây bắc là nơi trú ẩn của tướng Kuribayashi và chuẩn đô đốc Ichimaru. Ngày 14 tháng 3, đô đốc Nimitz tuyên bố đã chinh phục được Iwo Jima và "tất cả quyền hạn của chính phủ Đế quốc Nhật Bản ở hòn đảo này đều bị đình chỉ". Ngày 16 tháng 3, trận đánh được phía Mỹ tuyên bố đã kết thúc và hòn đảo đã ở trong tình trạng an toàn. Ngày 17 tháng 3, Thủ tướng Nhật Bản Kuniaki Koiso thông báo trên đài phát thanh là lực lượng phòng ngự dưới quyền tướng Kuribayashi trên đảo đã chiến bại. Tuy nhiên trên thực tế chiến sự vẫn còn kéo dài thêm nửa tháng nữa.

### Những ngày cuối cùng

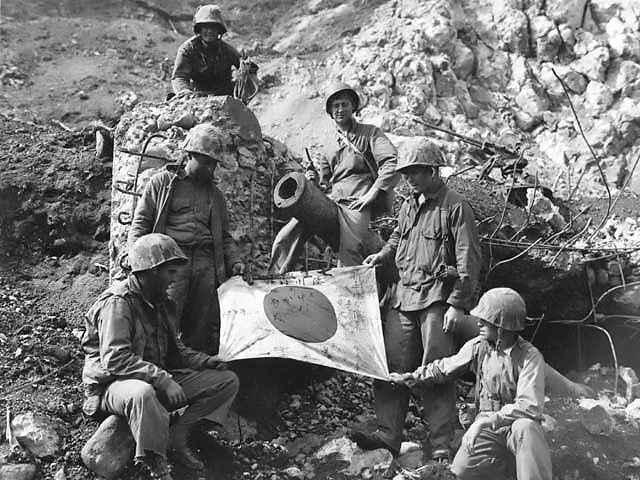
Lá cờ Nhật bị quân Mỹ chiếm giữ sau trận đánh

Quân Nhật phòng thủ trên đảo giờ đây đã hết nước uống. Những tốp lính Nhật di chuyển từ các địa đạo đi tìm nước uống hầu như không trở về. Ngày 14 tháng 3, tướng Kuribayashi ra lệnh cho đại tá Masao Ikeda đốt quân kì trung đoàn số 145 để không lọt vào tay người Mỹ. Đây là trung đoàn đã anh dũng cản bước tiến quân Mỹ tại nhiều nơi và hầu như không còn ai sống sót. Lúc 5:35 chiều ngày 17 tháng 3, ông điện về Tokyo lần cuối cùng:
| “ | Chiến cuộc sắp tàn, không phải vì tinh thần hy sinh cố gắng của quân đội Thiên Hoàng tàn lụi, mà vì chúng tôi không còn cả súng đạn lẫn lương thực. Nước uống đã hết từ 5 ngày nay. Tất cả những người còn lại sẽ tiến hành cuộc tổng tấn công cuối cùng. Tôi nghĩ rằng Nhật Bản sẽ không an toàn, nếu không chiếm lại đảo này. Tôi hi vọng linh hồn tôi sẽ dẫn đường cho cuộc tấn công trong tương lai. Cầu trời ban cho Tổ quốc tôi thắng lợi cuối cùng... | ” |
|   | |   |

Bức điện của Kuribayashi Tadamichi, vốn cũng là một nhà thơ có tiếng, kết thúc bằng ba bài thơ. Đại ý như sau:
| “ | Đạn dược hết, người thì tàn lụi Nhiệm vụ không thành, hận làm sao! Không báo thù được, sao siêu thoát? Tôi sẽ tái sinh bảy kiếp nữa Lại cầm vũ khí chống giặc thù Tôi lo lắng cho tương lai đất mẹ Khi cỏ xanh phủ kín xác thân mình. | ” |
|   | |   |

Ngày 17 tháng 3, một đặc chỉ từ Tổng hành dinh thăng ông lên quân hàm Đại tướng Lục quân tại mặt trận. Một số sĩ quan khác như Ichimaru được phong hàm phó đô đốc, Inouye được phong hàm chuẩn đô đốc và Nishi được phong hàm đại tá. Cũng trong đêm đó ông hạ lệnh mở cuộc tổng tấn công cuối cùng: "Kể từ 0 giờ 1 phút ngày 18 tháng 3 năm 1945, mọi người sẽ chiến đấu đến chết, không ai được lo giữ tính mạng của mình". Bắt đầu từ đó, các sĩ quan Nhật trên đảo, cả lục quân lẫn hải quân đều chuẩn bị cho binh lính mình thực hiện những cuộc tấn công tự sát.
Trong khi đó, phó đô đốc Ichimaru viết thư hạch tội tổng thống Mỹ Franklin Roosevelt. Lá thư này được trao cho một sĩ quan thông tin nhưng anh ta chưa kịp đưa bức thư trên cho người Mỹ thì bị bắn gục. Sau đó, thủy quân lục chiến Mỹ đã tìm thấy bức thư. Ngày 11 tháng 7, nội dung bức thư được in trên các tờ báo Mỹ. Sau đó, người Mỹ đem trưng bày nó tại bảo tàng học viện sĩ quan ở Annapolis, nơi Ichimaru từng có thời gian thực tập.
Ngày 21 tháng 3, lô cốt hoang vắng của tướng Kuribayashi đã bị phá hủy và công việc này cần đến bốn tấn thuốc nổ. Trong cảnh tuyệt vọng, lính Nhật ngày càng trở nên liều lĩnh và hằng đêm họ đều cố xâm nhập vào phòng tuyến quân Mỹ. Đêm ngày 25 tháng 3, 300 lính Nhật thực hiện cuộc tổng tấn công cuối cùng tại khu vực sân bay số 2. Các phi công, thủy quân lục chiến và cả công binh Mỹ đã đánh nhau với quân Nhật đến sáng và chịu thương vong lớn với hơn 100 lính Mỹ chết (bao gồm 59 binh sĩ thủy quân lục chiến) và 200 người khác bị thương. Đó là sự kháng cự cuối cùng của người Nhật và hòn đảo được bộ tư lệnh Mỹ tuyên bố "an toàn" ngày 26 tháng 3. Trung úy Harry Martin của tiểu đoàn công binh số 5 đã trở thành binh sĩ thủy quân lục chiến cuối cùng của Mỹ nhận Huân chương Danh Dự trong trận đánh.
Sáng ngày 27 tháng 3, tướng Kuribayashi ra khỏi hang cùng với đại tá Kaneji Nakane, sĩ quan tham mưu. Ông hướng về phía Bắc, hướng Hoàng cung, gập mình chào 3 lần rồi rút gươm mổ bụng tự sát. Đại tá Nakane giúp tướng Kuribayashi hoàn tất nghi lễ bằng cách dùng gươm chém đầu vị tướng rồi mai táng thượng cấp của mình. Xong việc, ông quay về hang để báo cáo sự việc với đại tá tham mưu trưởng Tadashi Takashi và chuẩn đô đốc Ichimaru. Hai đại tá cùng nhau ra cửa hang rồi cùng dùng súng lục tự sát. Tuy nhiên theo miêu tả của một số cựu binh Nhật trong trận này thì chính tướng Kuribayashi đã chỉ huy cuộc tấn công tự sát cuối cùng và chết trong khi chiến đấu.
Gần 11 giờ khuya, chuẩn đô đốc Ichimaru cùng với 10 người còn lại, tay không vũ khí ra khỏi hang. Một loạt đạn súng máy Mỹ đã bắn chết ông cùng 2 người khác. Đến đây trận Iwo Jima đã chính thức kết thúc sau hơn 1 tháng giao tranh.

## Kết quả

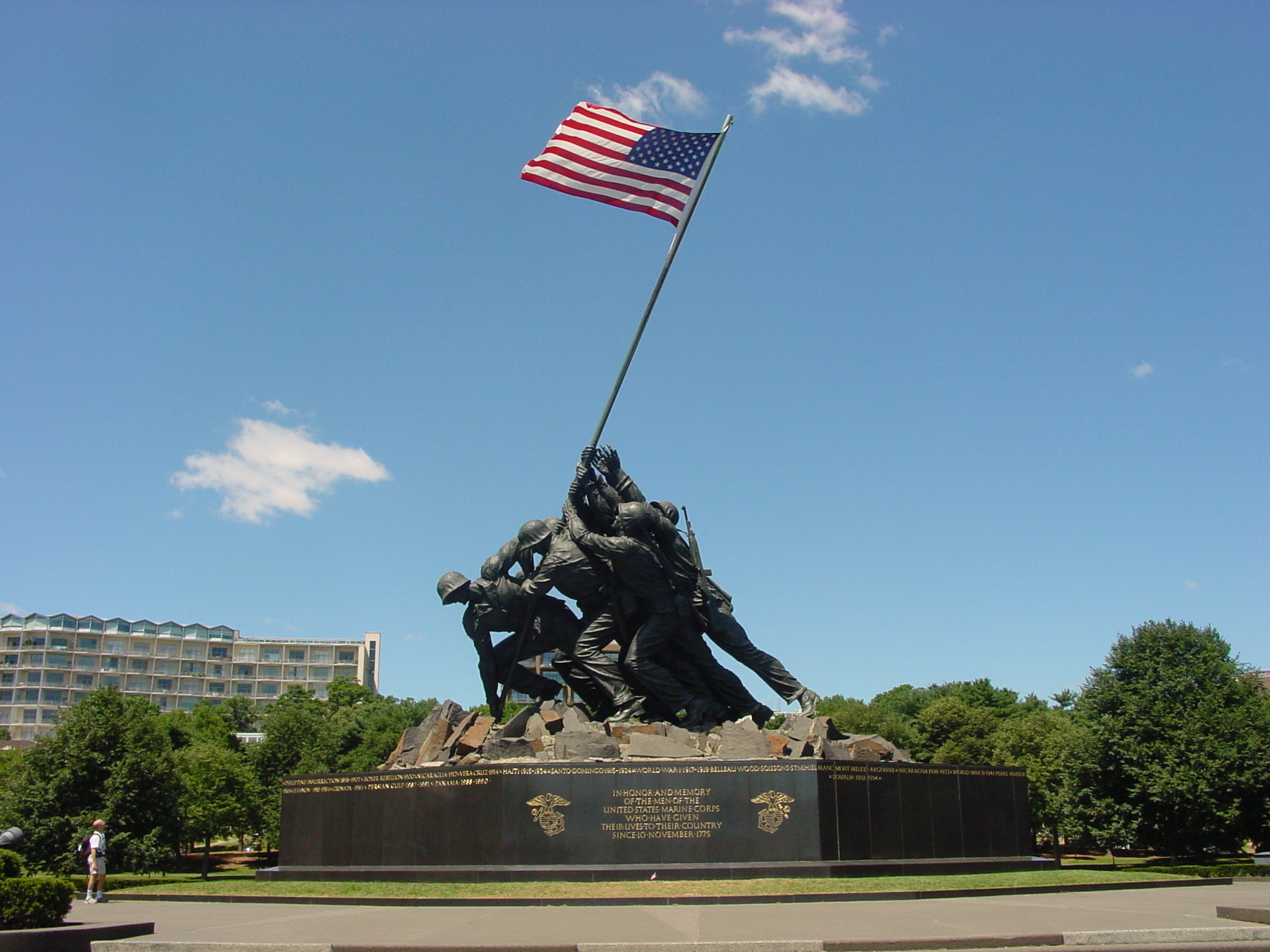
Tượng đài "Rising the flag on Iwo Jima" gần Washington DC

Sau hơn một tháng giao tranh ác liệt, quân Mỹ đã chiếm được hòn đảo. Trong số khoảng 21.000 quân bố phòng Nhật, hơn 18.000 người đã chết trong khi chiến đấu hoặc do tự sát, chỉ có 216 người bị bắt làm tù binh trong trận đánh Một tài liệu khác thống kê 867 lính Nhật nữa bị bắt từ tháng 4 tới tháng 6/1945 (sau khi trận đánh kết thúc), tổng cộng là 1.083 tù binh. Khoảng 2.000 lính Nhật còn lại ẩn náu trong các hang động, tiếp tục chiến đấu nhiều tháng cho đến nhiều năm sau chiến tranh. Những người Nhật cuối cùng đầu hàng tại Iwo Jima là 2 người lính dưới quyền trung úy Toshihiko Ohno (Yamakage Kufuku và Matsudo Linsoki). Cả hai đã cầm cự trên đảo suốt sáu năm trước khi đầu hàng vào năm 1951, một số tài liệu khác ghi ngày đầu hàng là 6 tháng 1 năm 1949. Phần lớn xác lính Nhật bị vùi lấp trong các hang động và đến nhiều thập kỉ sau vẫn còn được bảo tồn nguyên vẹn vì tác dụng của khí lưu huỳnh.
Về phía Mỹ, tổng số thương vong là 26.038 người trong đó có 23.573 người là của thủy quân lục chiến, bao gồm 6.821 tử trận và 19.217 người bị thương. Thương vong của lính Mỹ trong trận này còn hơn cả tổng số thương vong của phe Đồng minh trong Ngày D, ngày đổ bộ lên Normandie (ước tính khoảng 10.000, với tổng thương vong của lính Mỹ trong trận Normandie là 125.847 người). Khoảng 300 lính hải quân đã tử trận do các cuộc tấn công của các máy bay Kamikaze. Vì toàn bộ dân cư trên đảo đã được sơ tán nên tại Iwo Jima đã không có thương vong về phía dân thường như ở Saipan và sau này là Okinawa.

## Ý nghĩa chiến lược

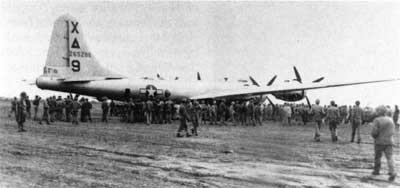
Chiếc B-29 đáp khẩn cấp xuống Iwo Jima ngày 4 tháng 3 năm 1945

Thất bại tại Iwo Jima đã làm chấn động chính trường Nhật Bản. Ngày 5 tháng 4 năm 1945, Thủ tướng Kuniaki Koiso đệ đơn từ chức lên Nhật hoàng Hirohito vì những thất bại tại Leyte và giờ đây là Iwo Jima. Nhật hoàng ngay lập tức triệu tập hội đồng Jushin và đơn từ chức của Koiso được chấp thuận. Đêm hôm đó, đô đốc Kantarō Suzuki được bổ nhiệm làm thủ tướng khi ông đã 77 tuổi.
Còn về phía Mỹ, những thương vong tại Iwo Jima là sự cảnh báo cho những gì sắp tới sẽ xảy ra tại Okinawa cũng như khi quân Mỹ ngày càng tiến sâu vào lãnh thổ Nhật Bản. Ngay trong tháng 3, khi chiến sự còn đang tiếp diễn, các sân bay tại đây đã nhanh chóng được người Mỹ sửa chữa và đưa vào hoạt động. Ngày 10 tháng 3, các máy bay xuất phát từ Iwo Jima đã oanh tạc Tokyo; đến ngày 12 tháng 3 là Nagoya và 13 tháng 3 đến lượt Osaka. Các cuộc oanh tạc này ngày càng diễn ra thường xuyên hơn và mục tiêu nhắm đến không chỉ là các cơ sở quân sự mà còn cả các khu dân cư. Iwo Jima còn là nơi đặt các máy bay tiêm kích P-51 Mustang có nhiệm vụ bảo vệ những chiếc B29 khi tiến vào ném bom lãnh thổ Nhật Bản. Trong suốt Chiến tranh thế giới thứ hai, 2.251 chiếc B-29 đã hạ cánh tại Iwo Jima. Ngoài ra, còn có 1.191 máy bay tiêm kích hộ tống cho 3.081 cuộc oanh tạc vào Nhật Bản xuất phát từ Iwo Jima. Tuy nhiên việc Nhật Bản mất Iwo Jima đã không ảnh hưởng đến khả năng dự báo từ xa các cuộc oanh tạc nhờ radar của nước này. Các thông tin giờ đây đến từ đảo Rota, nơi mà không bao giờ bị tấn công.
Sau khi chiến tranh kết thúc, đảo Iwo Jima vẫn nằm dưới quyền kiểm soát của người Mỹ trong một thời gian dài. Năm 1960, đảo trở thành căn cứ quân sự và từng có cả vũ khí hạt nhân trên đảo. Dưới áp lực của chính quyền Nhật Bản, năm 1968, đảo được trao trả trở lại cho Nhật và quân Mỹ cũng rút đi hết. Ngày nay, đảo Iwo Jima nằm dưới quyền quản lý của chính quyền Tokyo.

## Kỷ niệm

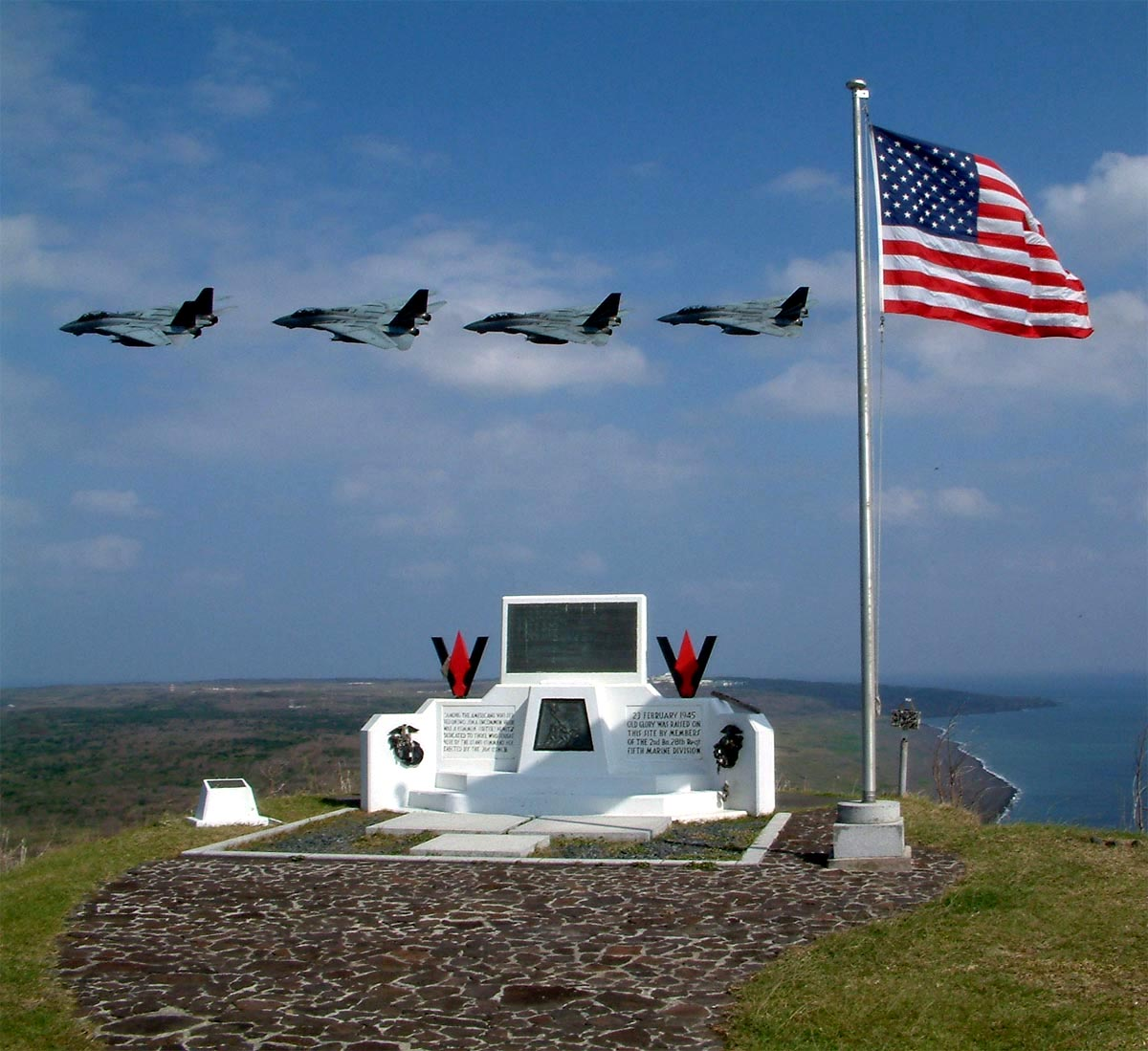
Bia tưởng niệm trên đỉnh Suribachi

Ngày 19 tháng 2 năm 1985, lễ kỷ niệm lần thứ 40 trận Iwo Jima, một sự kiện được gọi là "Cuộc sum họp vẻ vang" (Reunion of Honor) đã được tổ chức. Những người tham dự buổi lễ là những cựu binh của cả hai phía Mỹ và Nhật đã từng tham gia trận đánh. Một tấm bia bằng đá granit đã được dựng lên trong buổi lễ với hàng chữ:
Trong lễ kỷ niệm 40 năm trận Iwo Jima, chúng tôi, những cựu binh Mỹ và Nhật đã gặp nhau một lần nữa tại nơi chiến trường xưa, nhưng lần này là trong hòa bình và tình bạn hữu. Chúng tôi cũng tưởng niệm cho các chiến hữu của mình, những người đã chiến đấu ở đây với tất cả lòng dũng cảm và danh dự. Chúng tôi cũng cùng nhau cầu nguyện cho những hi sinh của mình tại Iwo Jima sẽ được nhớ mãi và không bao giờ lặp lại.
Lễ kỷ niệm lần thứ 50 đã diễn ra trước đài tưởng niệm này vào tháng 3 năm 1995. Lần thứ 55 diễn ra năm 2000 và sau đó là lần thứ 60 vào tháng 3 năm 2005.

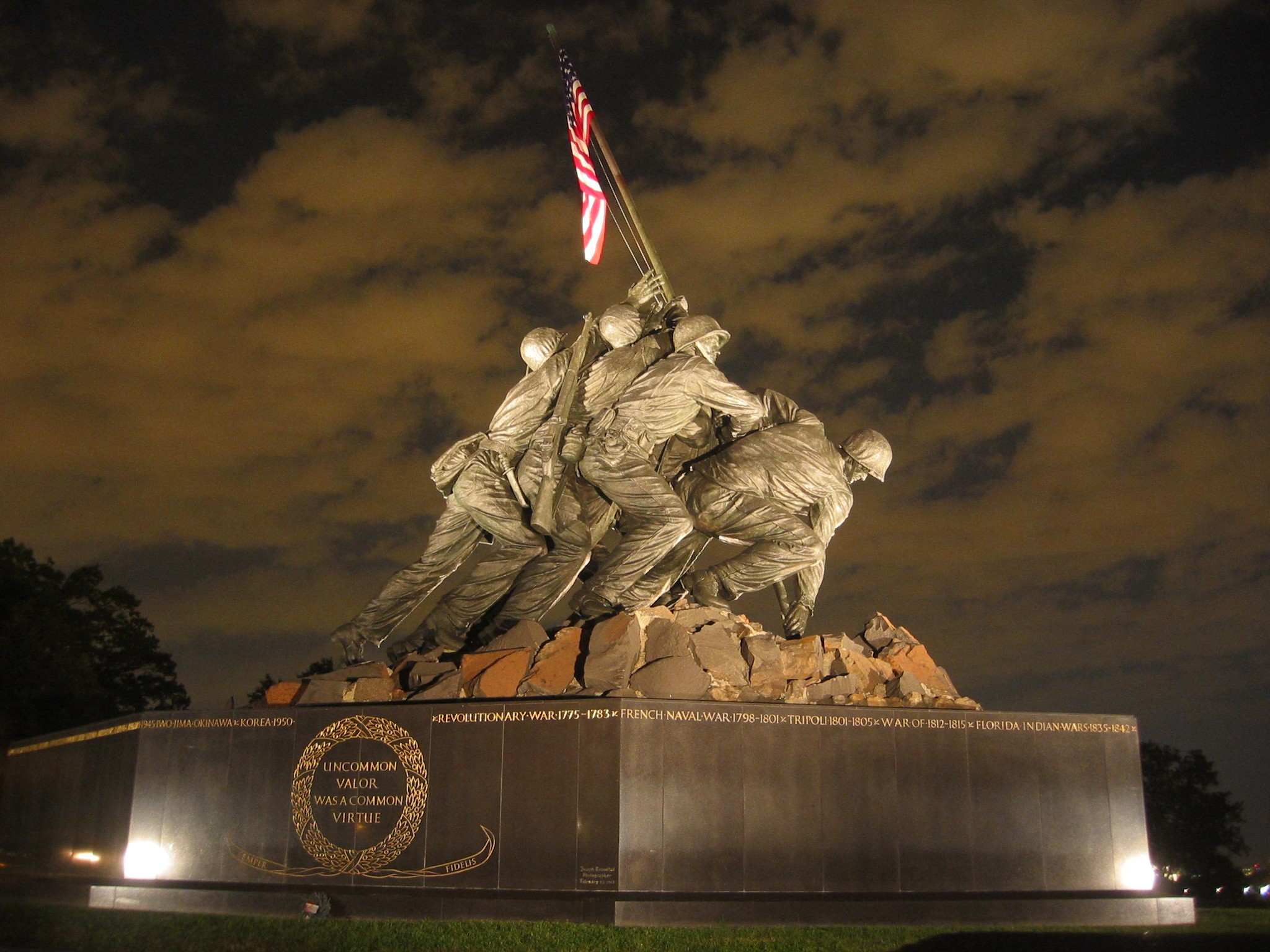
Bức tượng dựa theo tấm ảnh "Thủy quân lục chiến Mỹ cắm cờ chiến thắng trên đỉnh Suribachi (Raising the Flag on Iwo Jima)".

Sau khi trận đánh kết thúc, 27 quân nhân Mỹ đã được phong tặng "Huân chương Danh dự" (Medal of Honor), huân chương quân sự cao quý nhất của Mỹ trong đó có 14 người được truy phong. Trong số 27 tấm huân chương đó, 23 được trao cho thủy quân lục chiến và 4 cho các thủy thủ hải quân. Số huân chương này chiếm 30% trong số 82 Huân chương Danh dự trao tặng cho thủy quân lục chiến Mỹ trong Chiến tranh thế giới thứ hai.
Ngoài ra để kỷ niệm chiến thắng, hải quân Mỹ đã đặt tên cho một số tàu chiến là USS Iwo Jima và một đài tưởng niệm đã được xây gần nghĩa trang quốc gia Arlington. Bang Massachusetts đã chọn ngày 19 tháng 2 hàng năm làm Ngày Iwo Jima để kỷ niệm trận đánh và vinh danh tinh thần dũng cảm của quân lực Hoa Kỳ.
Trong khi đó, hiện nay chính phủ Nhật Bản vẫn còn tìm kiếm và quy tập hài cốt những người lính Nhật tử trận tại Iwo Jima.

## Trong văn hóa đại chúng
Trận Iwo Jima đã được lấy làm bối cảnh cho nhiều tác phẩm điện ảnh của Mỹ sau đó. Ngay từ năm 1945, đã có hai bộ phim: To the Shores of Iwo Jima, phim tài liệu sản xuất bởi hải quân, lực lượng thủy quân lục chiến và Tuần duyên Hoa Kỳ, và Glamour Gal, một bộ phim với mục đích tuyên truyền có nội dung về hành trình của một khẩu pháo do thủy quân lục chiến Mỹ mang đến Iwo Jima.
Bốn năm sau, đầu năm 1949, hãng phim Republic Studios thông báo đang chuẩn bị thực hiện một bộ phim về vai trò của thủy quân lục chiến Mỹ trong Chiến tranh thế giới thứ hai. Ngân sách dành cho bộ phim đến 1 triệu USD, khoản tiền lớn nhất trong lịch sử Republic Studios và tên của bộ phim được đặt là Sands of Iwo Jima. Tuy bộ phim đề cập rất ít về Iwo Jima nhưng hình ảnh thủy quân lục chiến giương ngọn cờ tại Iwo Jima trở thành tâm điểm cho việc quảng cáo bộ phim. Vai chính của bộ phim đã được giao cho ngôi sao đang lên của Hollywood trong thể loại phim hành động John Wayne và đặc biệt bộ phim có sự tham gia của 3 trong 6 người từng tham gia bức ảnh nổi tiếng "Raising the Flag on Iwo Jima" là John Bradley, Rene Gagnon và Ira Hayes.
The Outsider, một bộ phim khác sản xuất năm 1961 có sự tham gia của Tony Curtis đóng vai người lính Mỹ cắm lá cờ tại Iwo Jima, Ira Hayes. Sau đó một thời gian dài, điện ảnh Mỹ không có thêm bộ phim nào về Iwo Jima. Mãi đến năm 2006, đạo diễn Clint Eastwood mới cho ra đời thêm hai bộ phim về trận đánh là Flags of Our Fathers (Ngọn cờ cha ông) và Letters from Iwo Jima (Những bức thư từ Iwo Jima). Ngọn cờ cha ông được dựng theo góc nhìn của người Mỹ dựa trên cuốn sách cùng tên của James Bradley và Ron Powers do hai hãng phim DreamWorks Pictures và Warner Bros hợp tác sản xuất. Những bức thư từ Iwo Jima thì lại được xây dựng từ góc nhìn của người Nhật và vai tướng Kuribayashi Tadamichi trong phim do nam diễn viên nổi tiếng người Nhật Watanabe Ken đảm nhận.
Trong tập 8 loạt phim truyền hình năm 2010 của HBO The Pacific, sản xuất bởi Tom Hanks và Steven Spielberg, đã miêu tả ngày đổ bộ lên Iwo Jima qua góc nhìn của người lính thủy quân lục chiến John Basilone cho đến khi anh ta tử trận vào cuối ngày hôm đó.